# Lijst van Nederlandse architecten

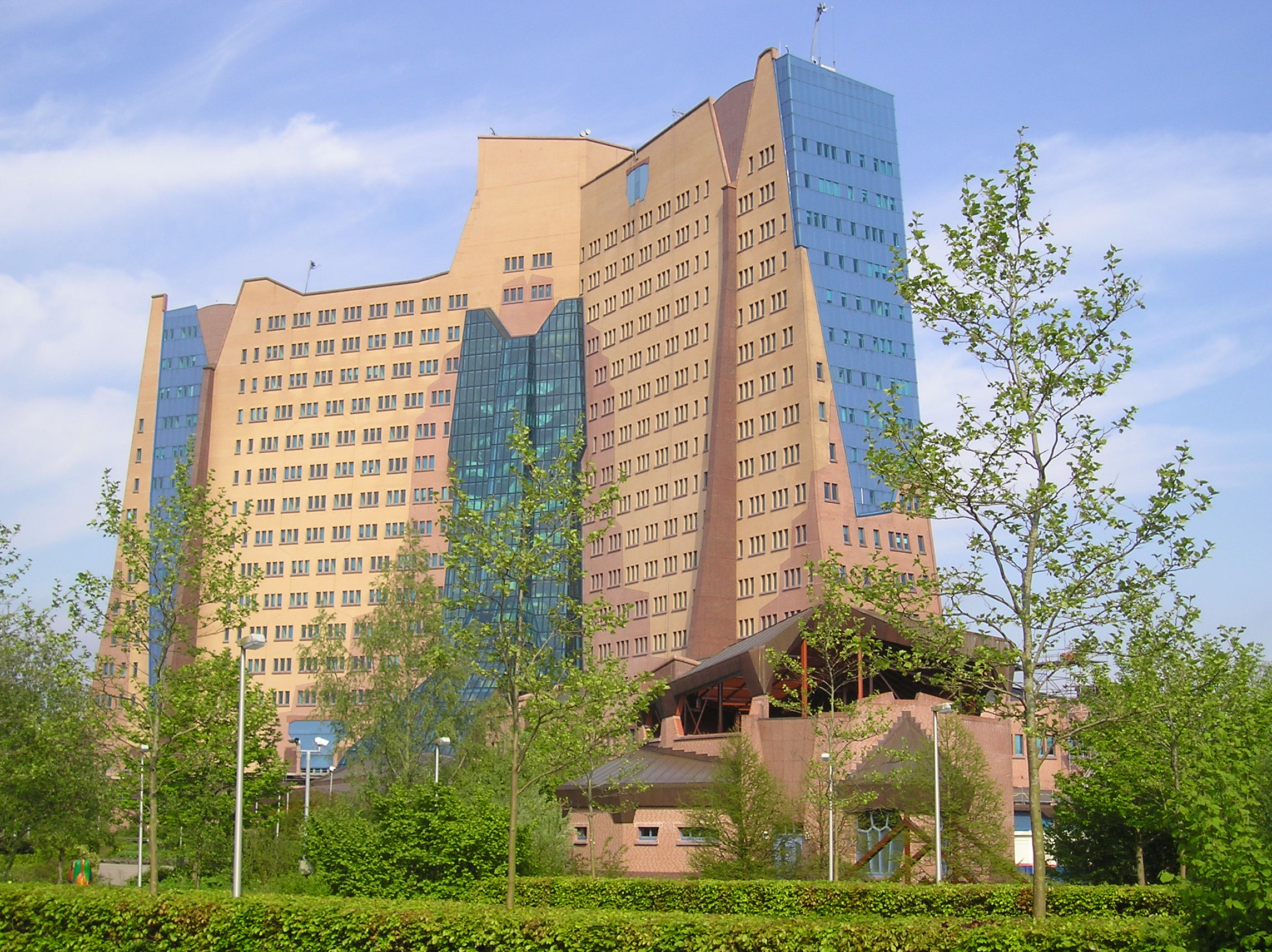
Gasuniegebouw, Groningen, Ton Alberts

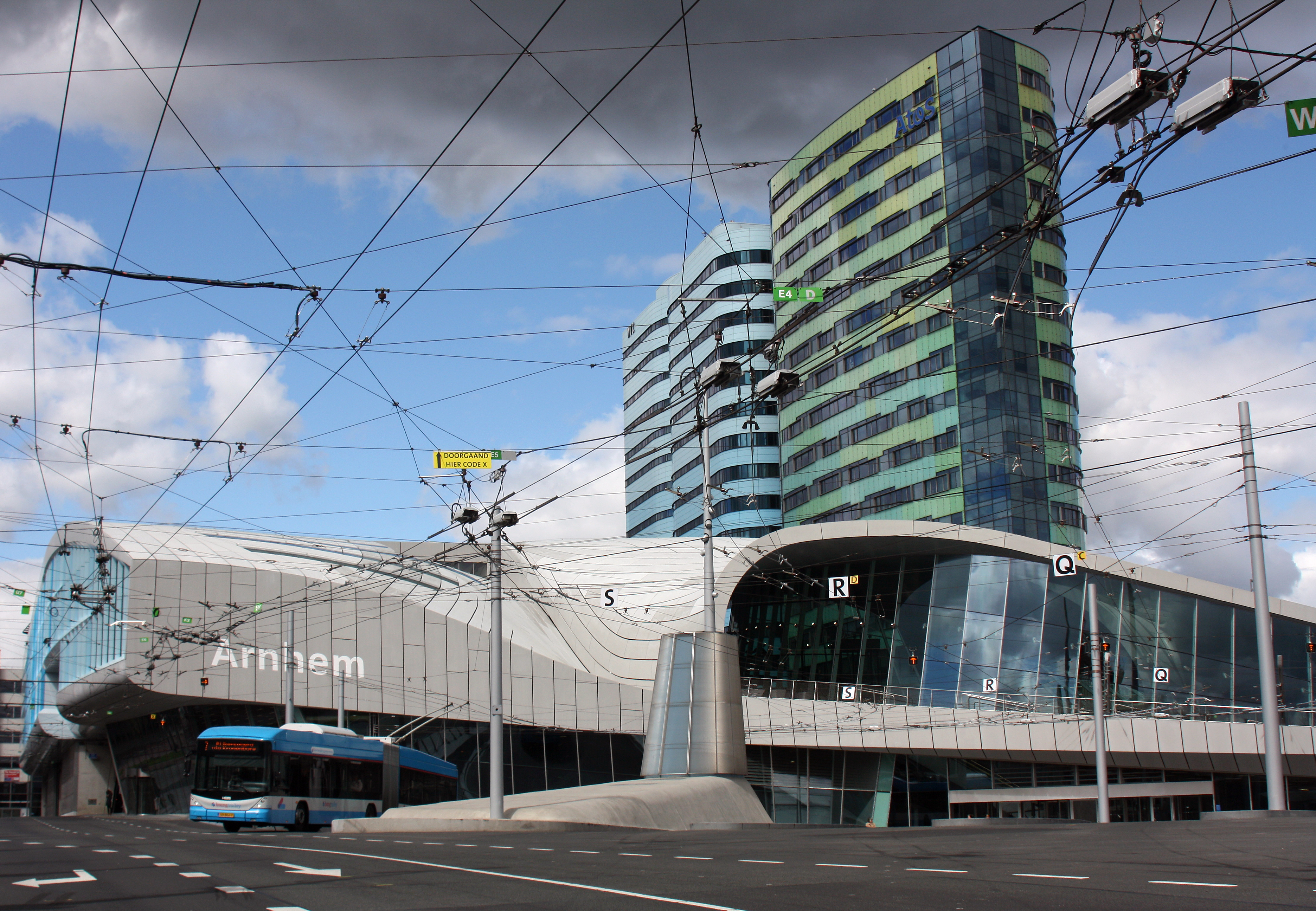
Station Arnhem Centraal, Arnhem, Ben van Berkel

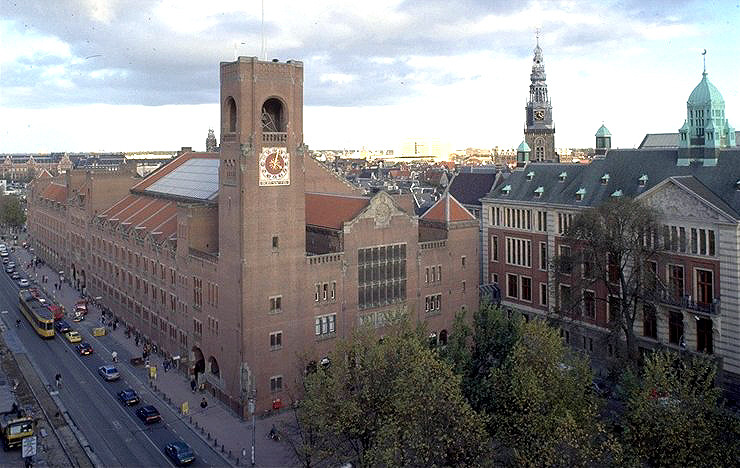
Beurs van Berlage, Amsterdam

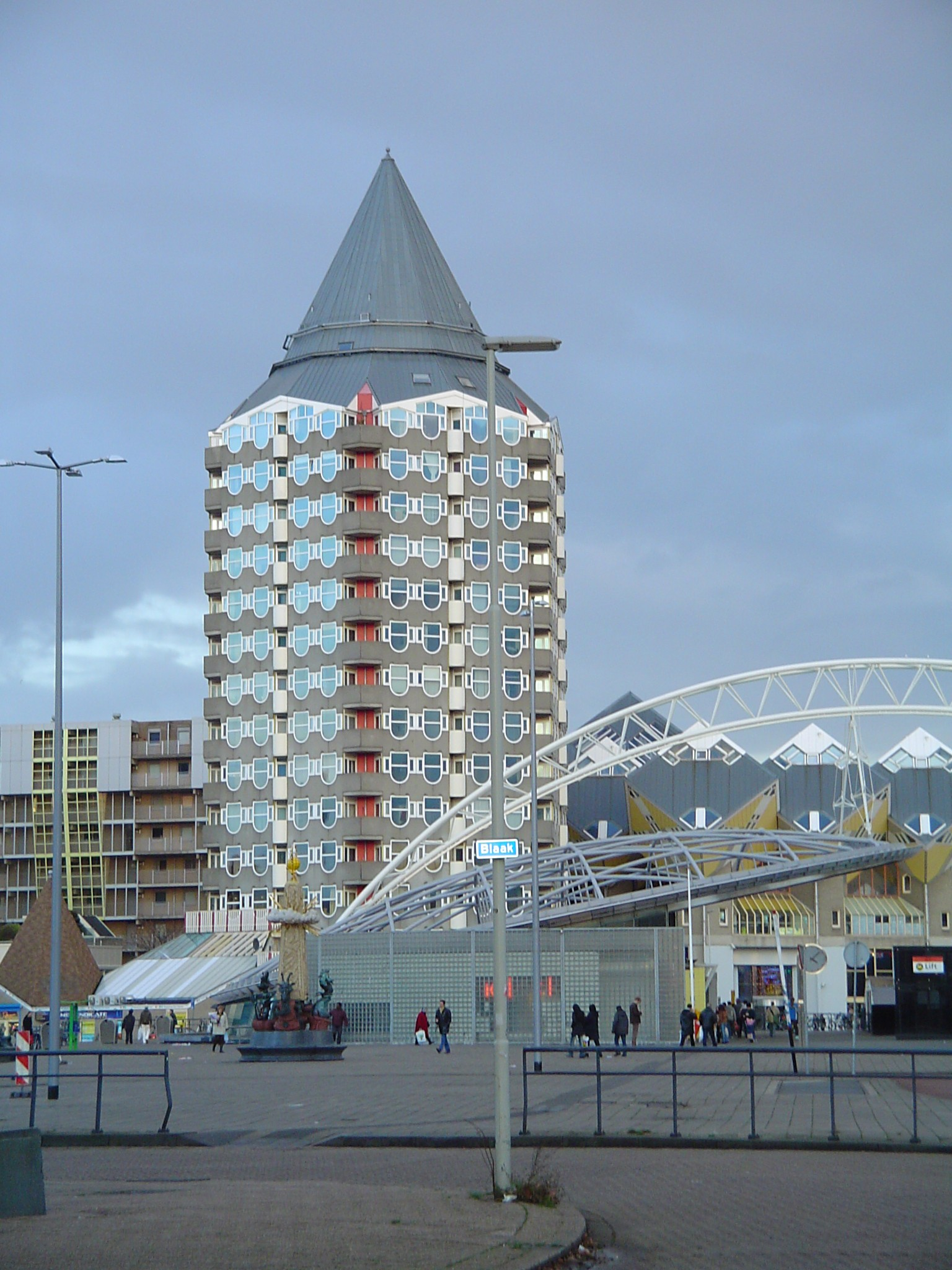
Potlood en Kubushuizen, Rotterdam Blaak, Piet Blom

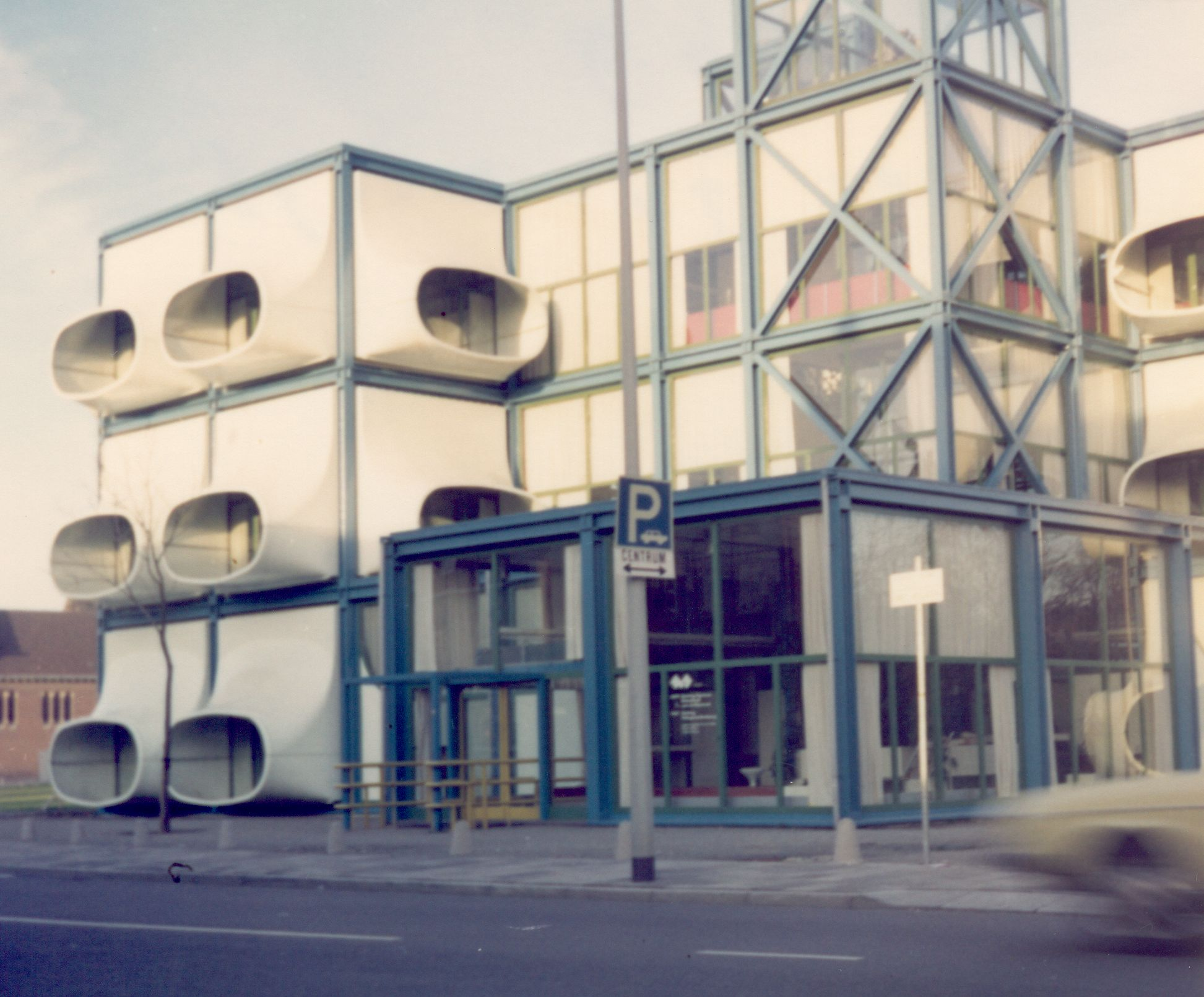
AZM Toetergebouw, Heerlen, Laurens Bisscheroux

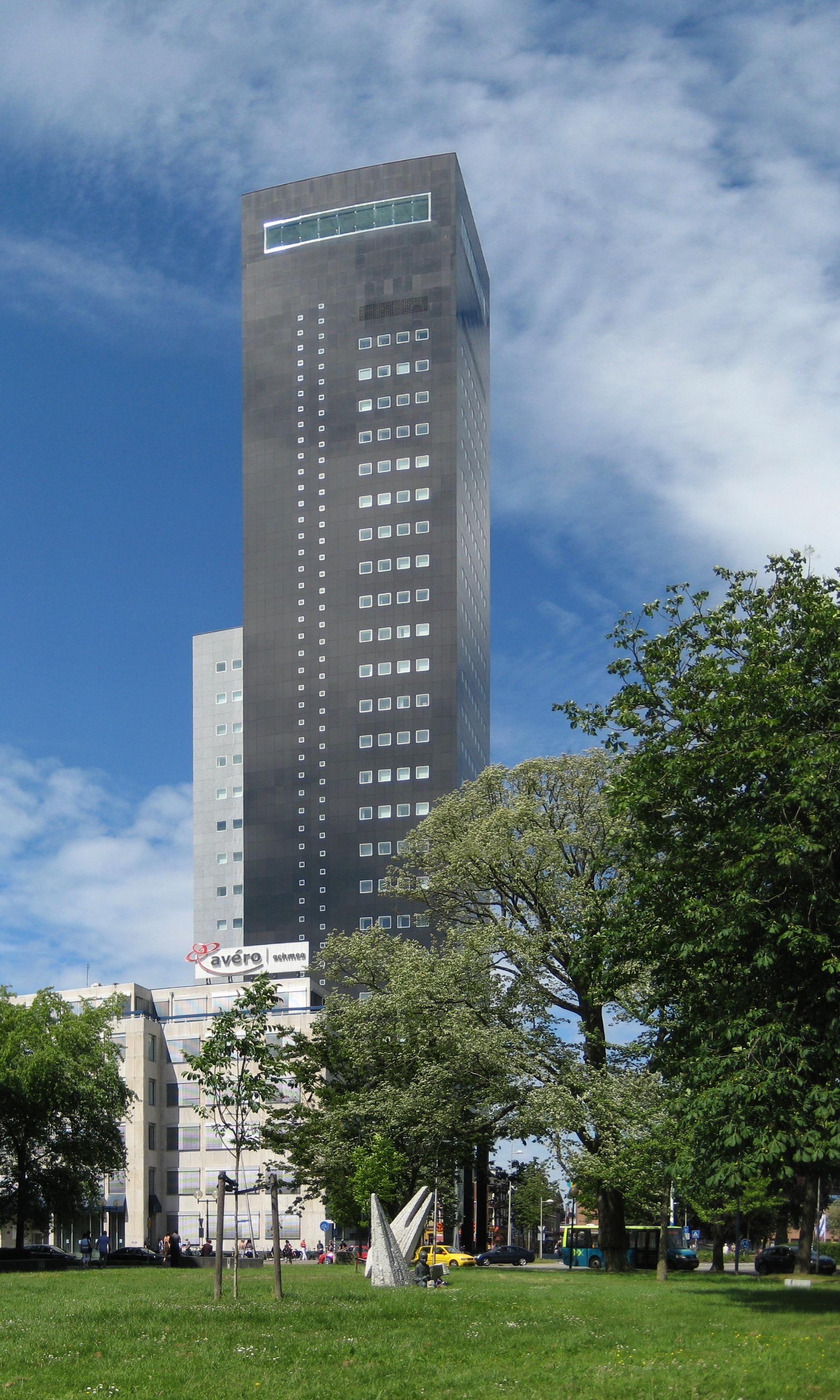
Achmeatoren, Leeuwarden, Abe Bonnema

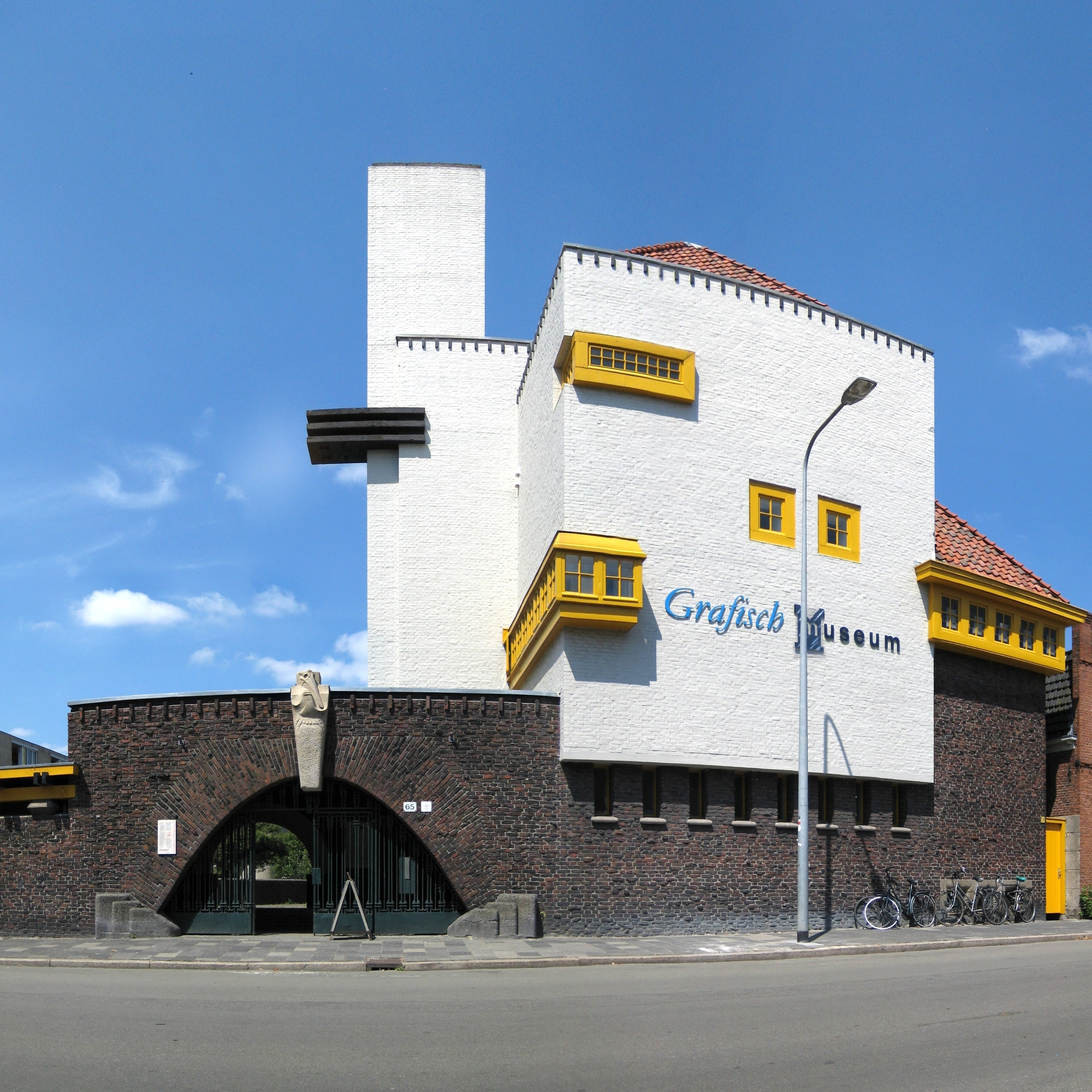
Voormalige openbare lagere school, Groningen, Siebe Jan Bouma

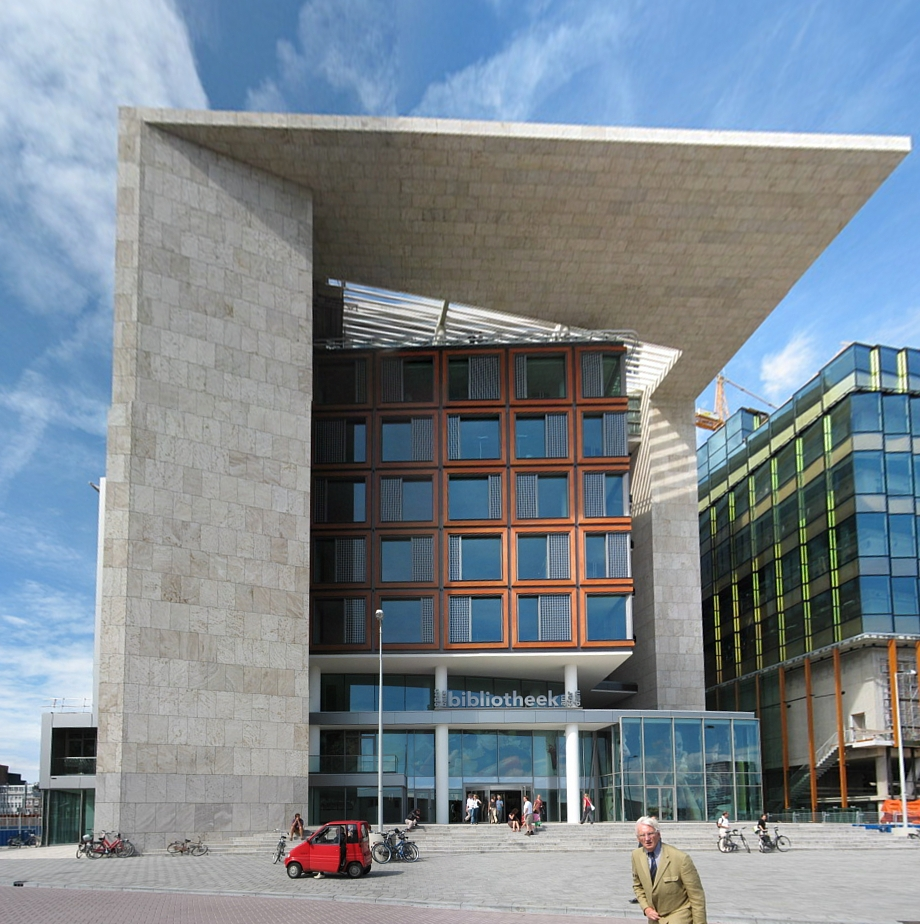
Openbare Bibliotheek Amsterdam, Jo Coenen

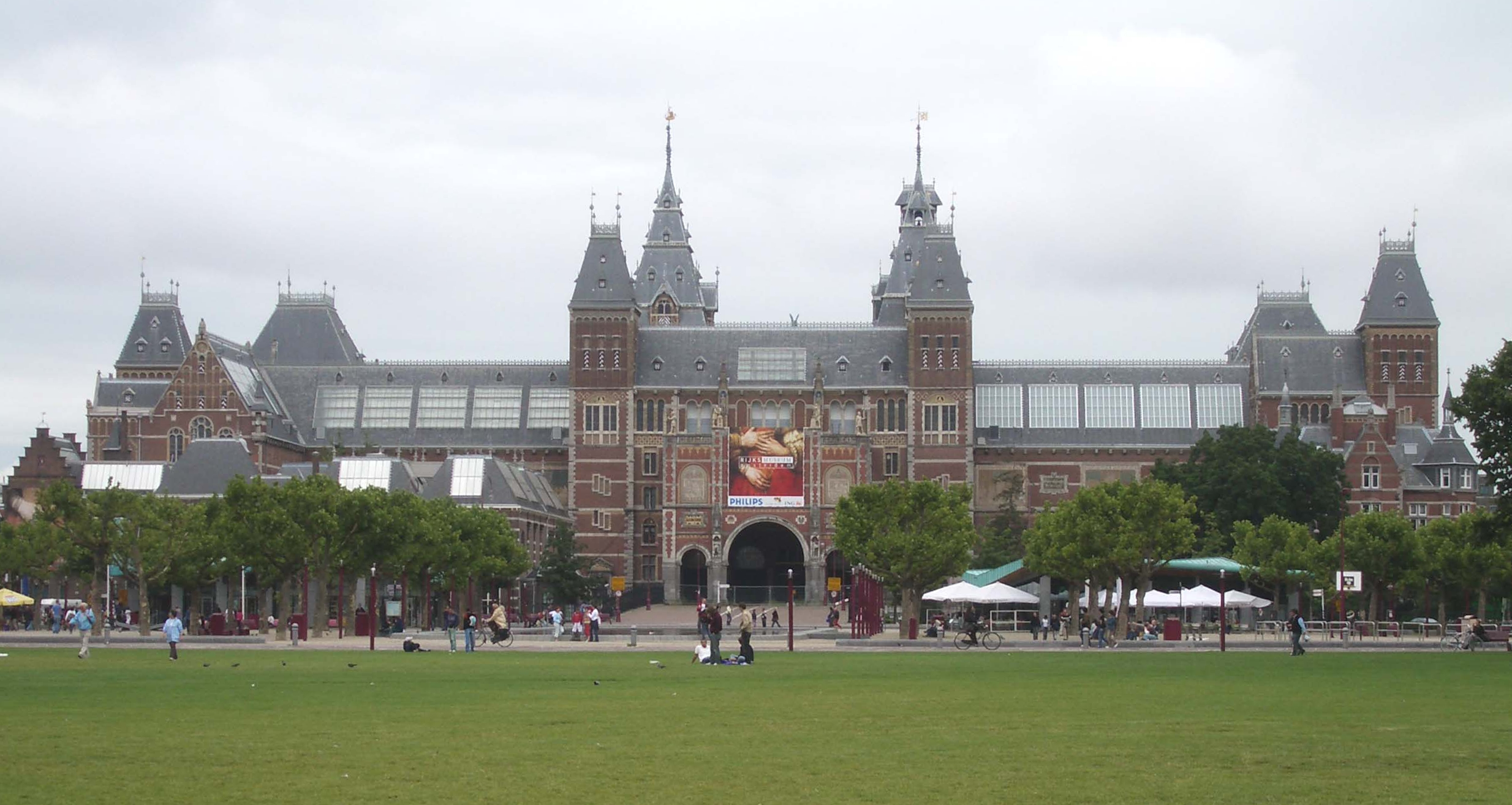
Rijksmuseum Amsterdam, Pierre Cuypers

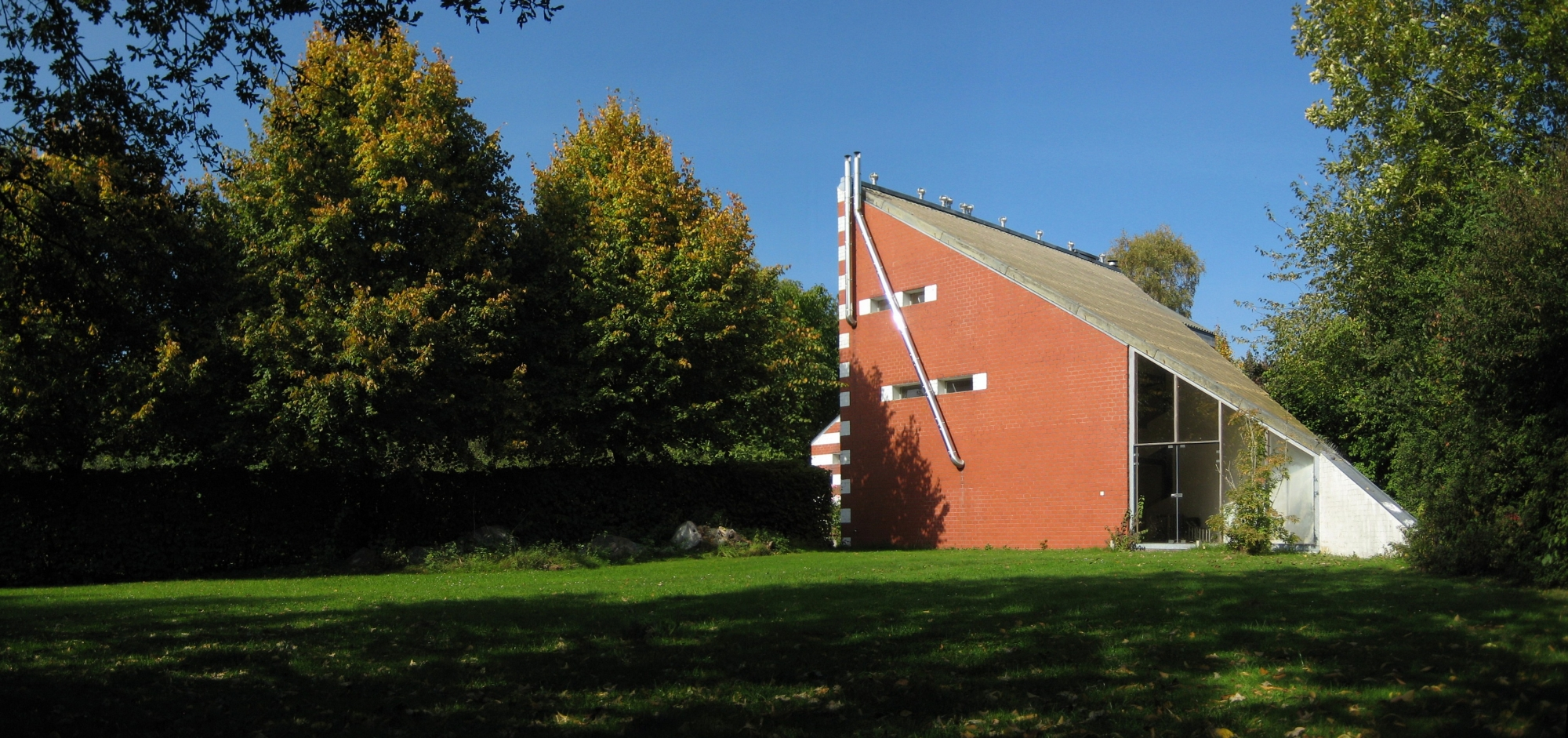
Galerie Waalkens, Finsterwolde, Gunnar Daan

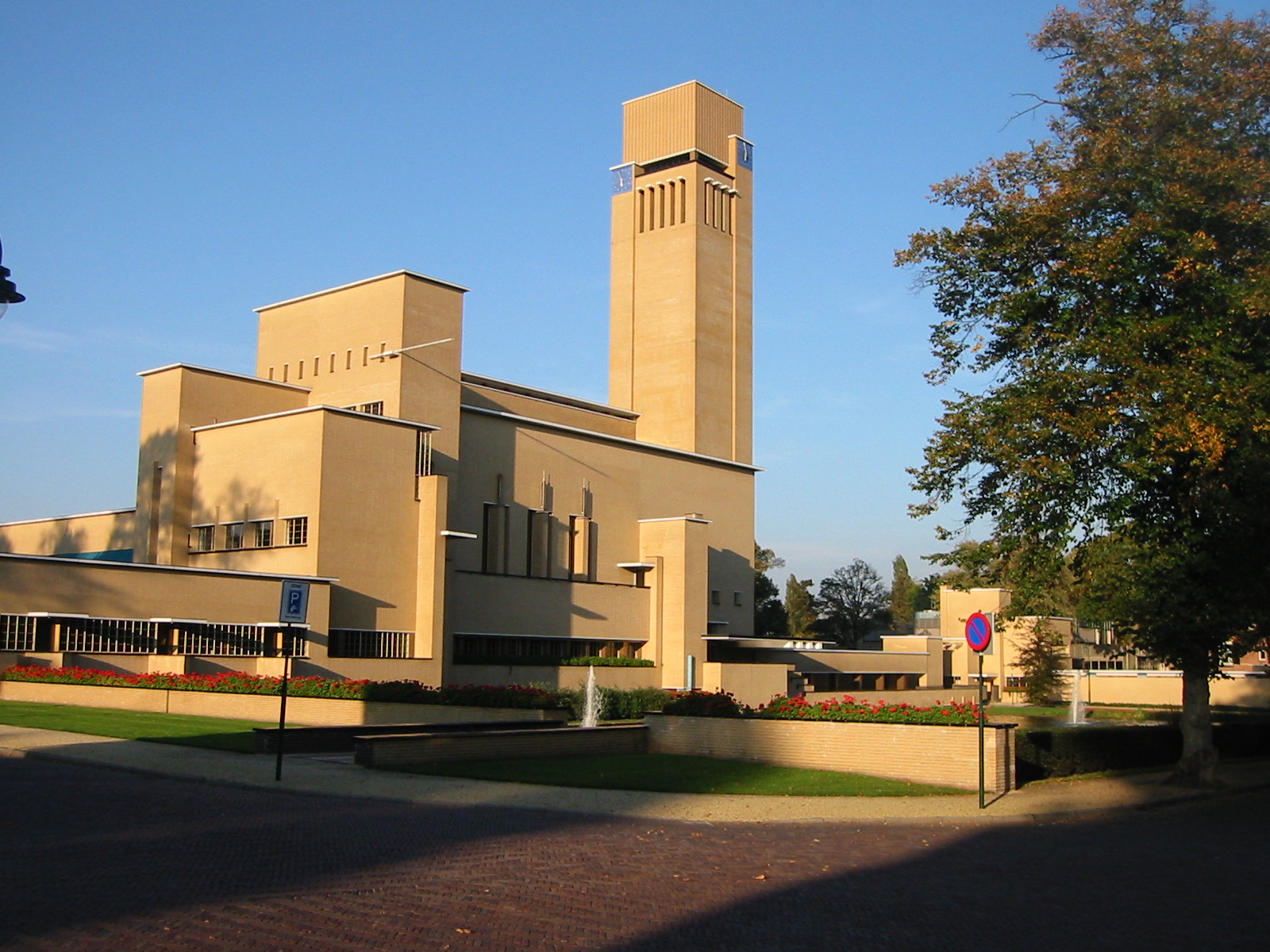
Raadhuis van Hilversum, Willem Dudok

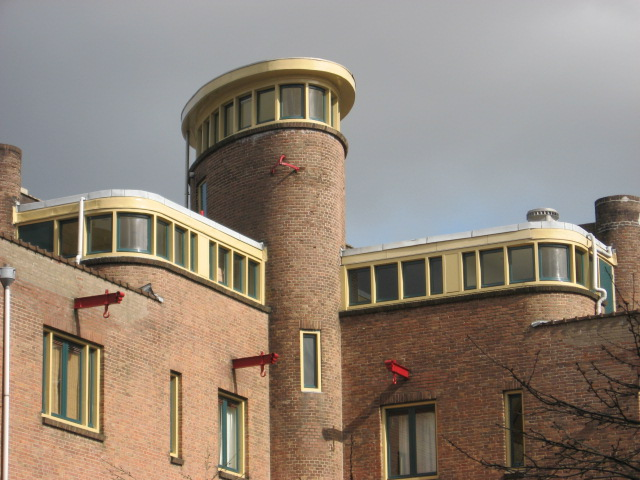
Wooncomplex, Amsterdam, Johannes Christiaan van Epen

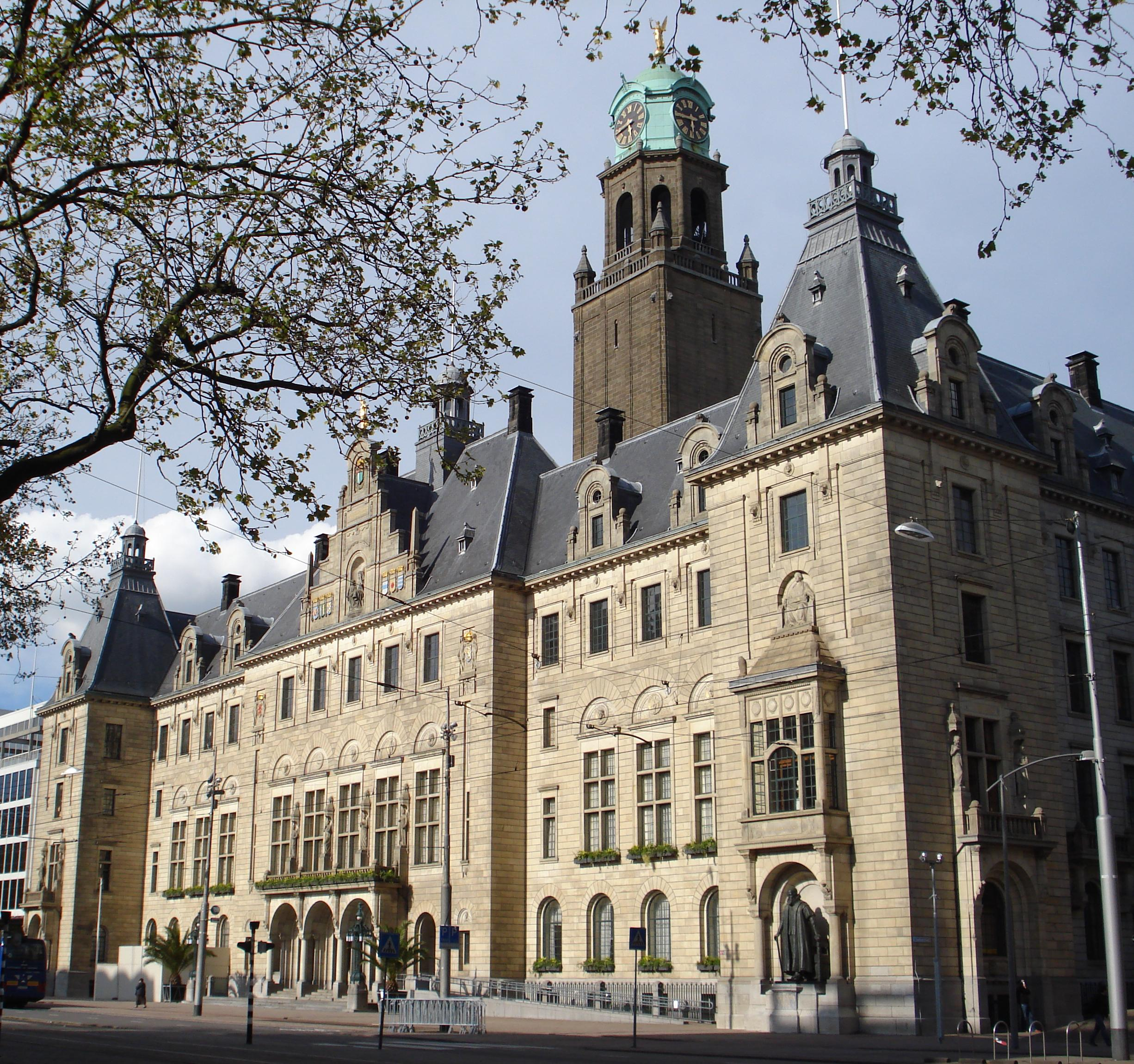
Stadhuis van Rotterdam, Henri Evers

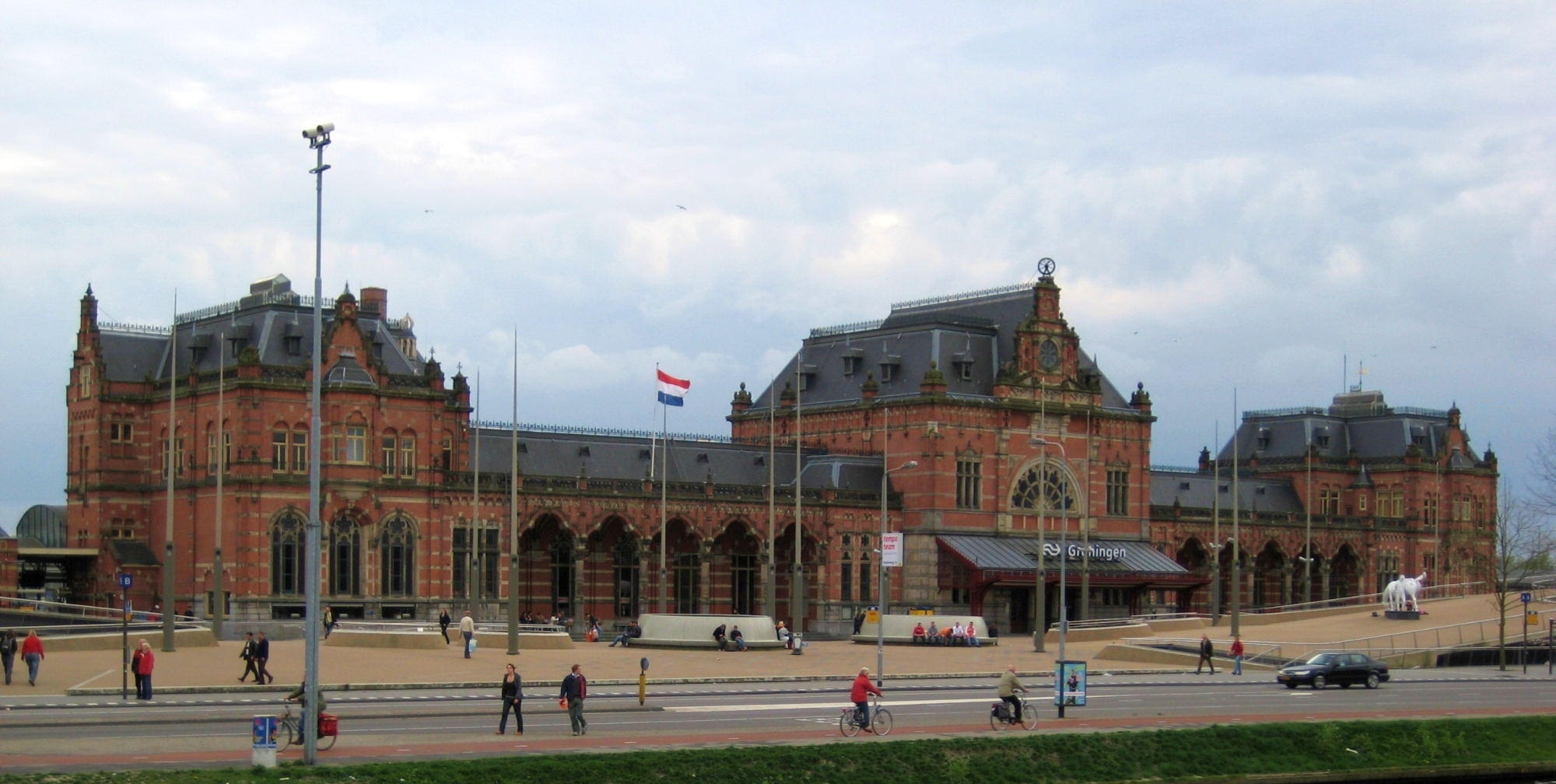
Station Groningen, Isaac Gosschalk

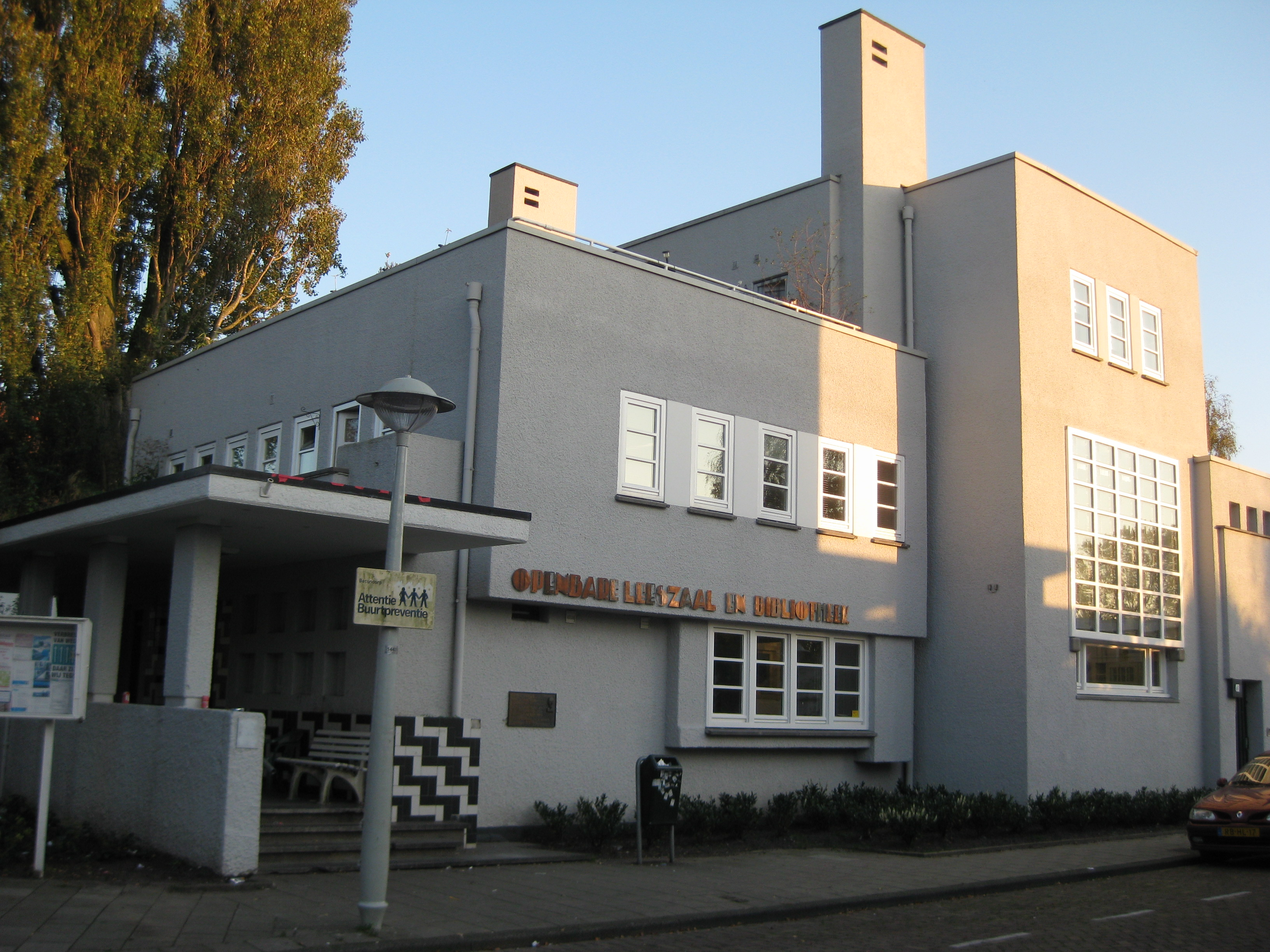
Bibliotheek Betondorp, Amsterdam, Dick Greiner

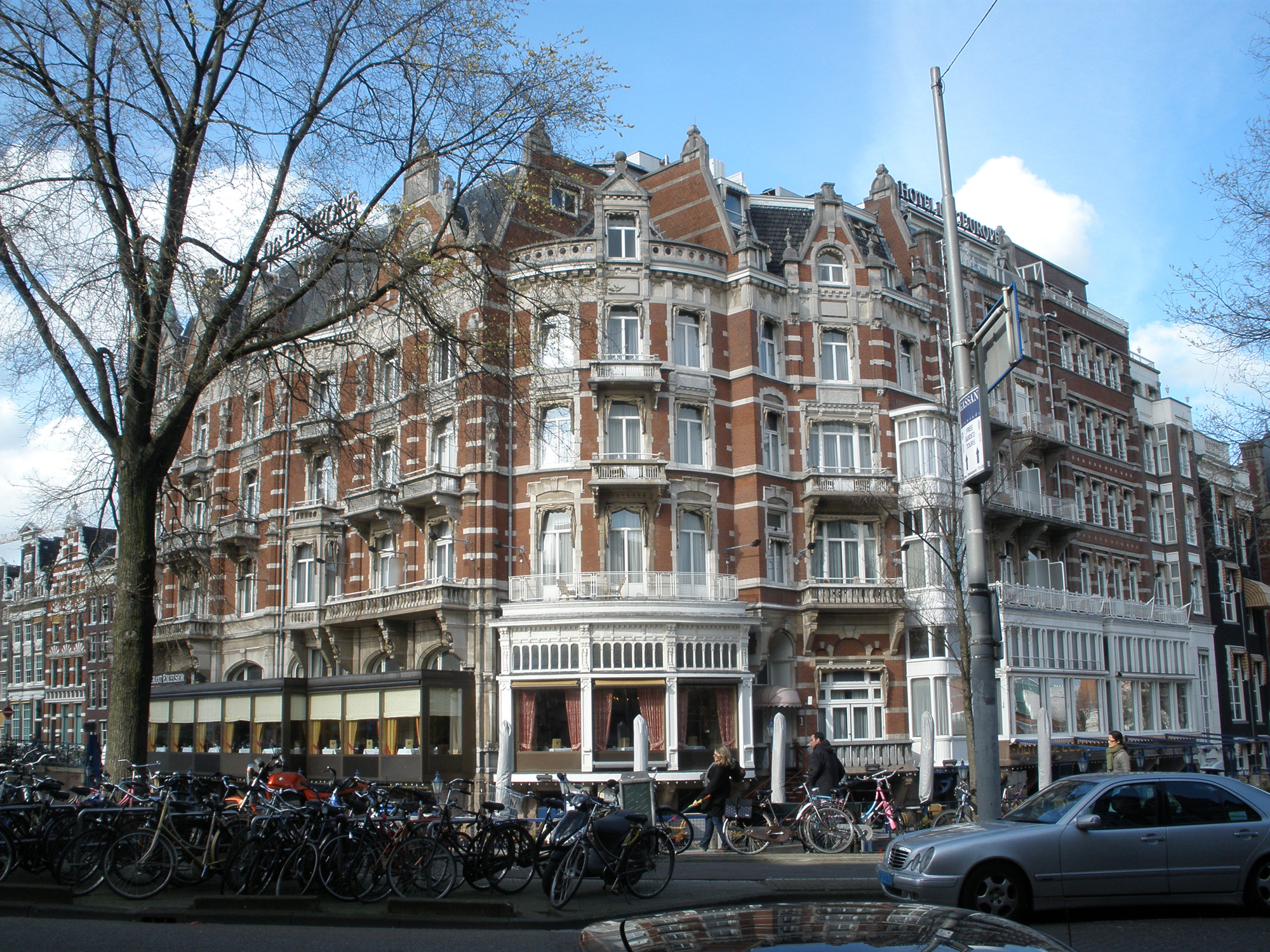
Hotel de l'Europe, Amsterdam, Willem Hamer jr.

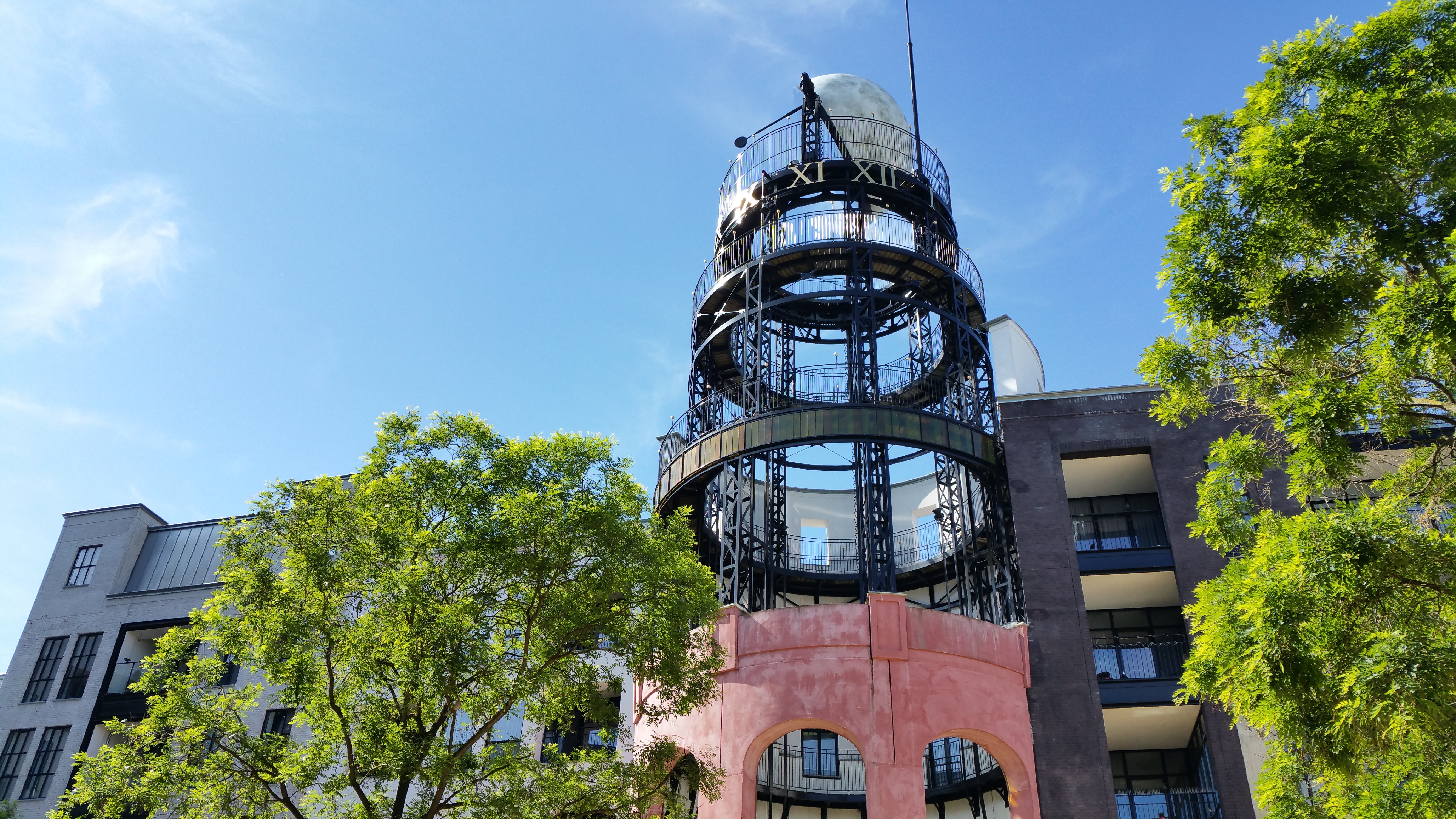
Stationsomgeving Maankwartier, Heerlen, Michel Huisman

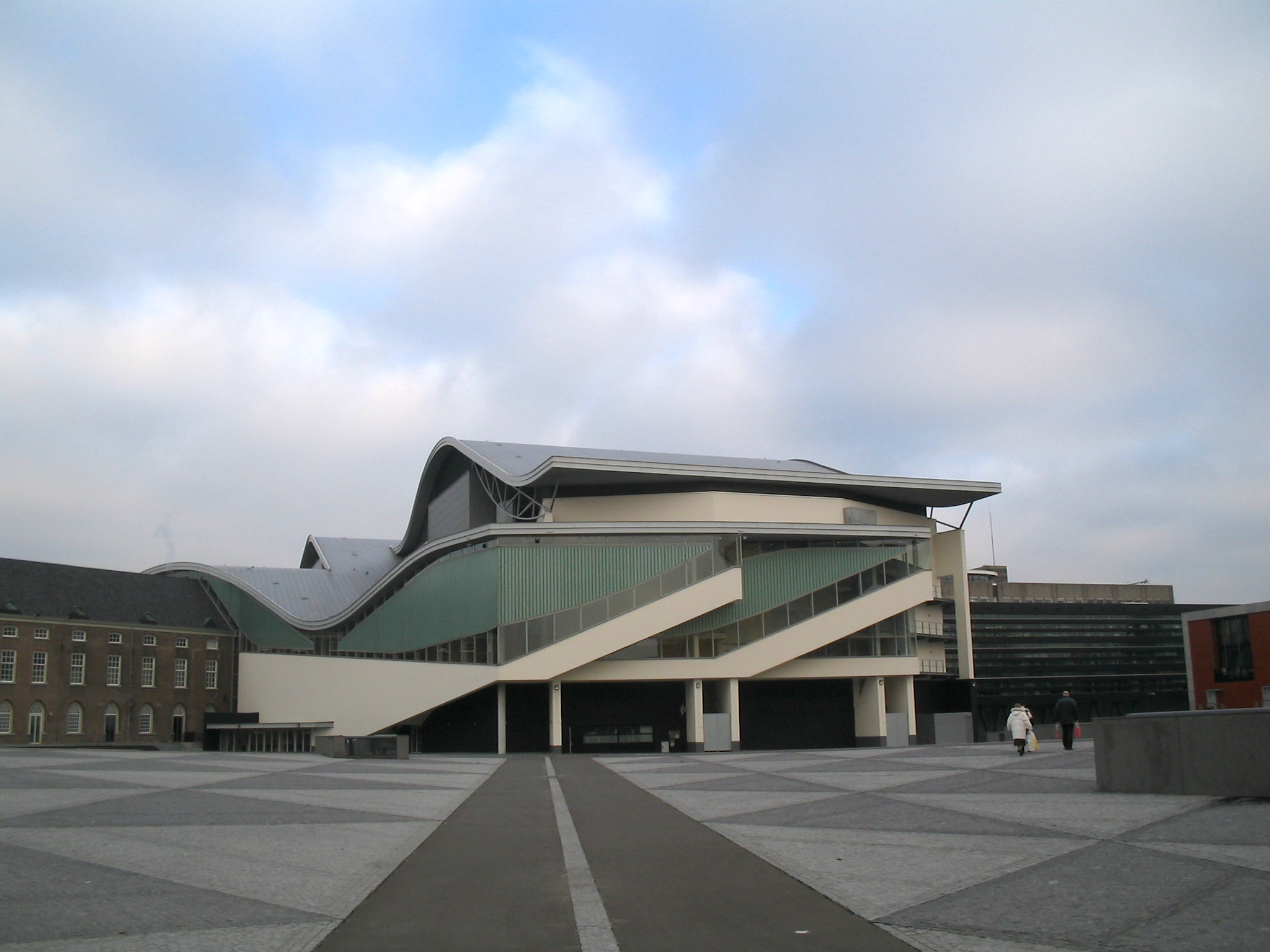
Chassé Theater, Breda, Herman Hertzberger

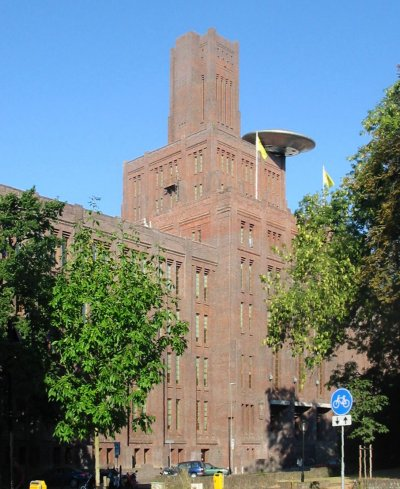
De Inktpot, Utrecht, George Willem van Heukelom

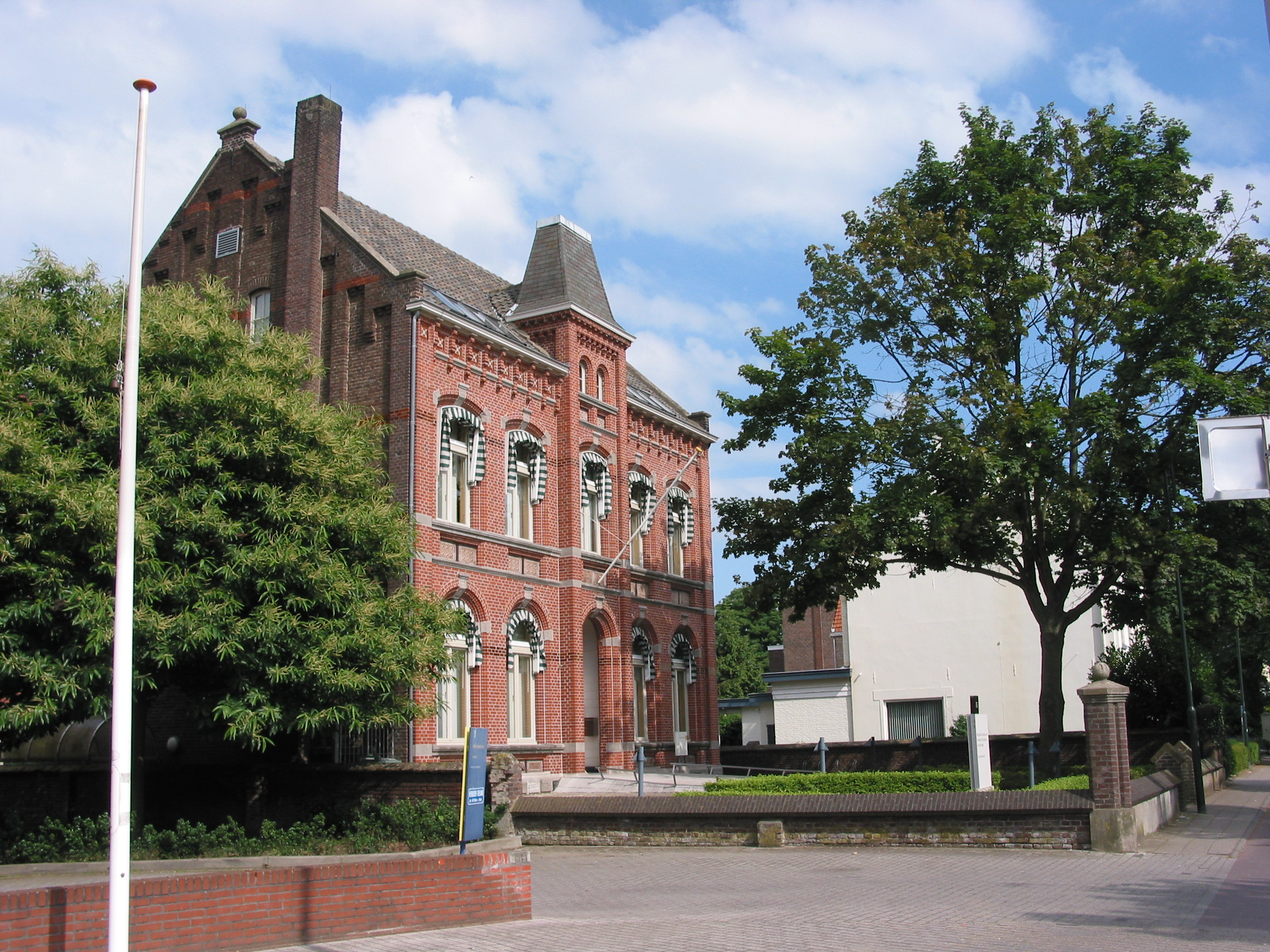
Kapellerlaan 15, Roermond, Jan Jorna

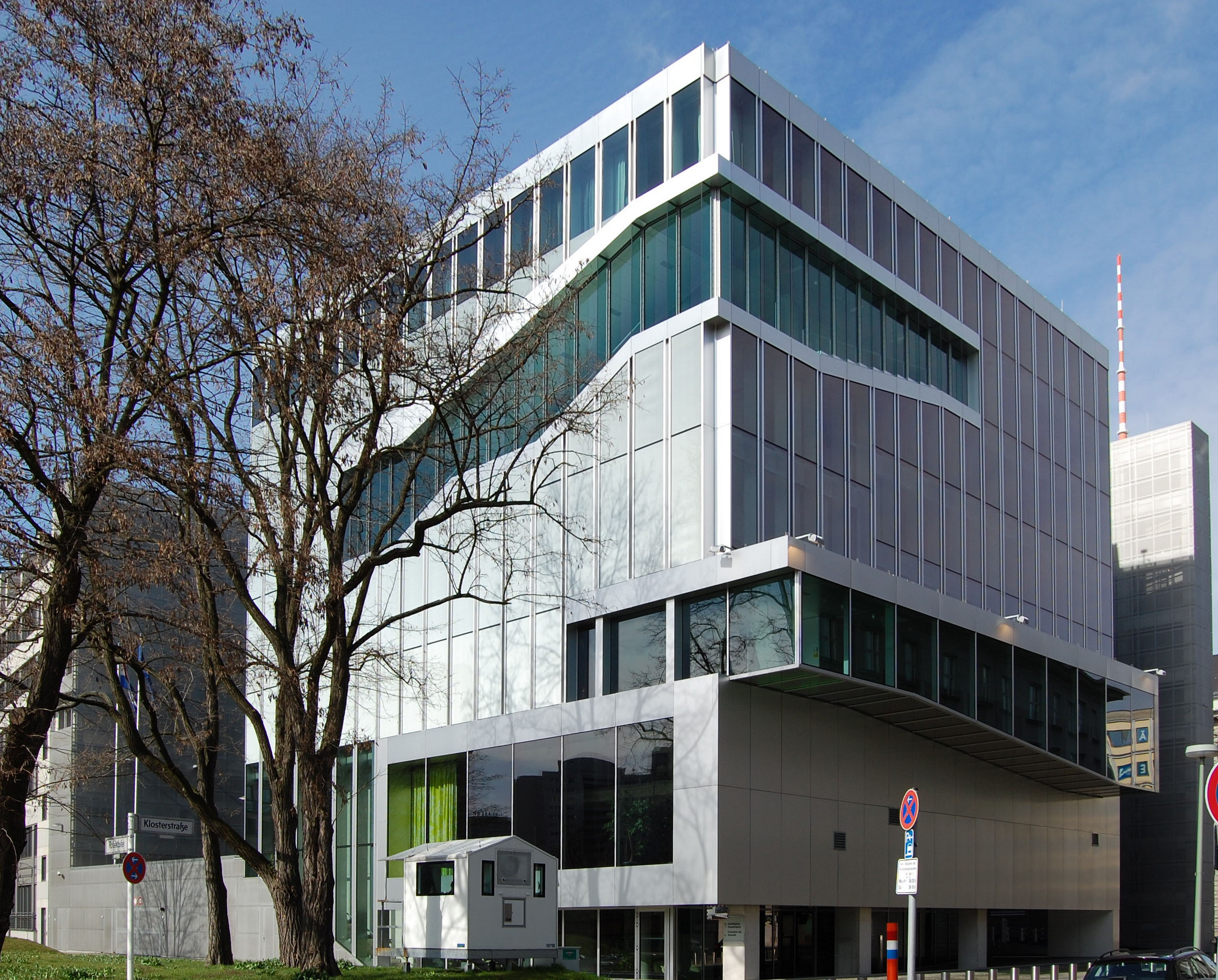
Nederlandse ambassade, Berlijn, Rem Koolhaas

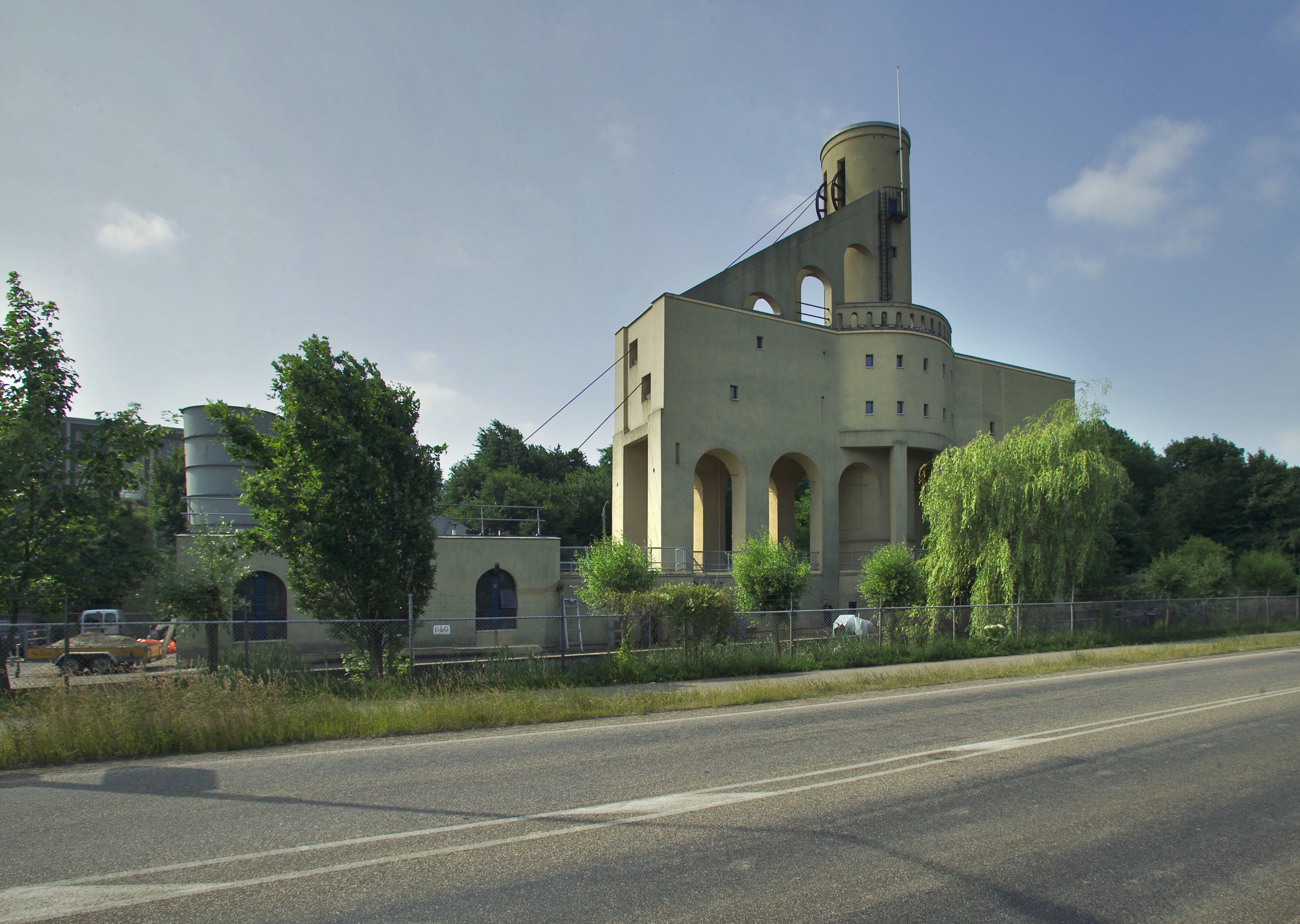
Schacht Nulland, Kerkrade, Theo Wilhelm Husmann

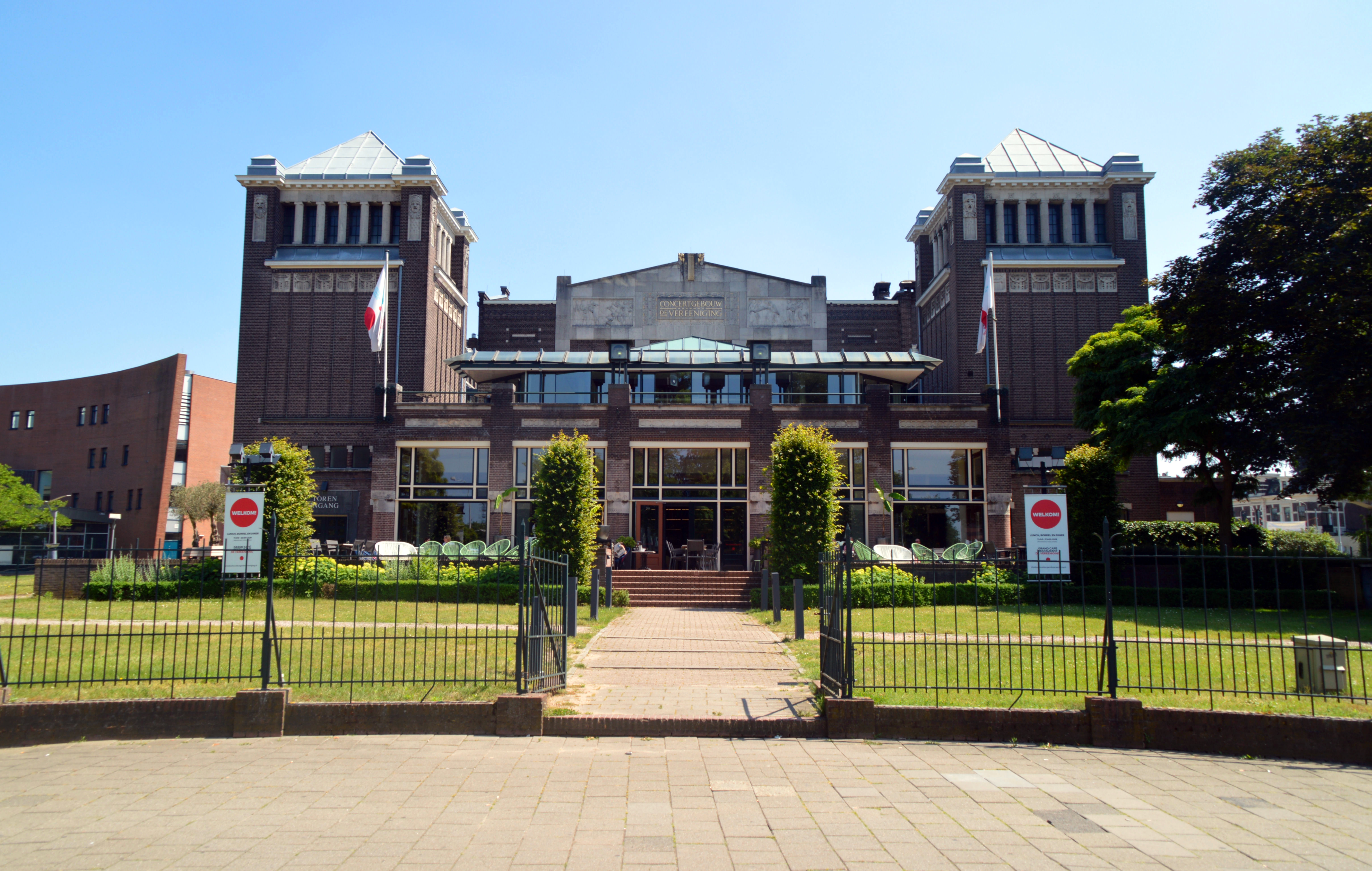
Concertgebouw de Vereeniging Oscar Leeuw

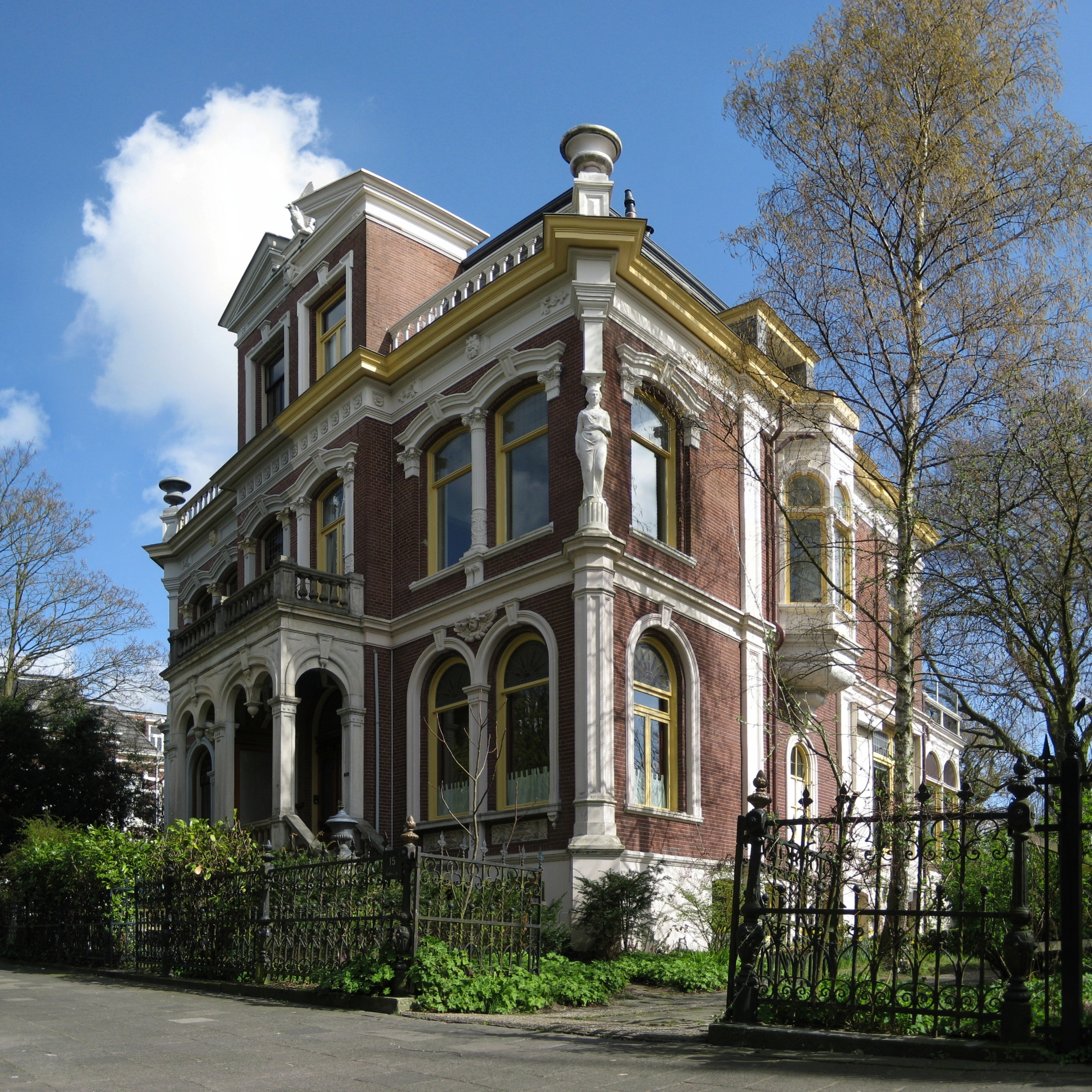
Villa, Groningen, Jan Maris

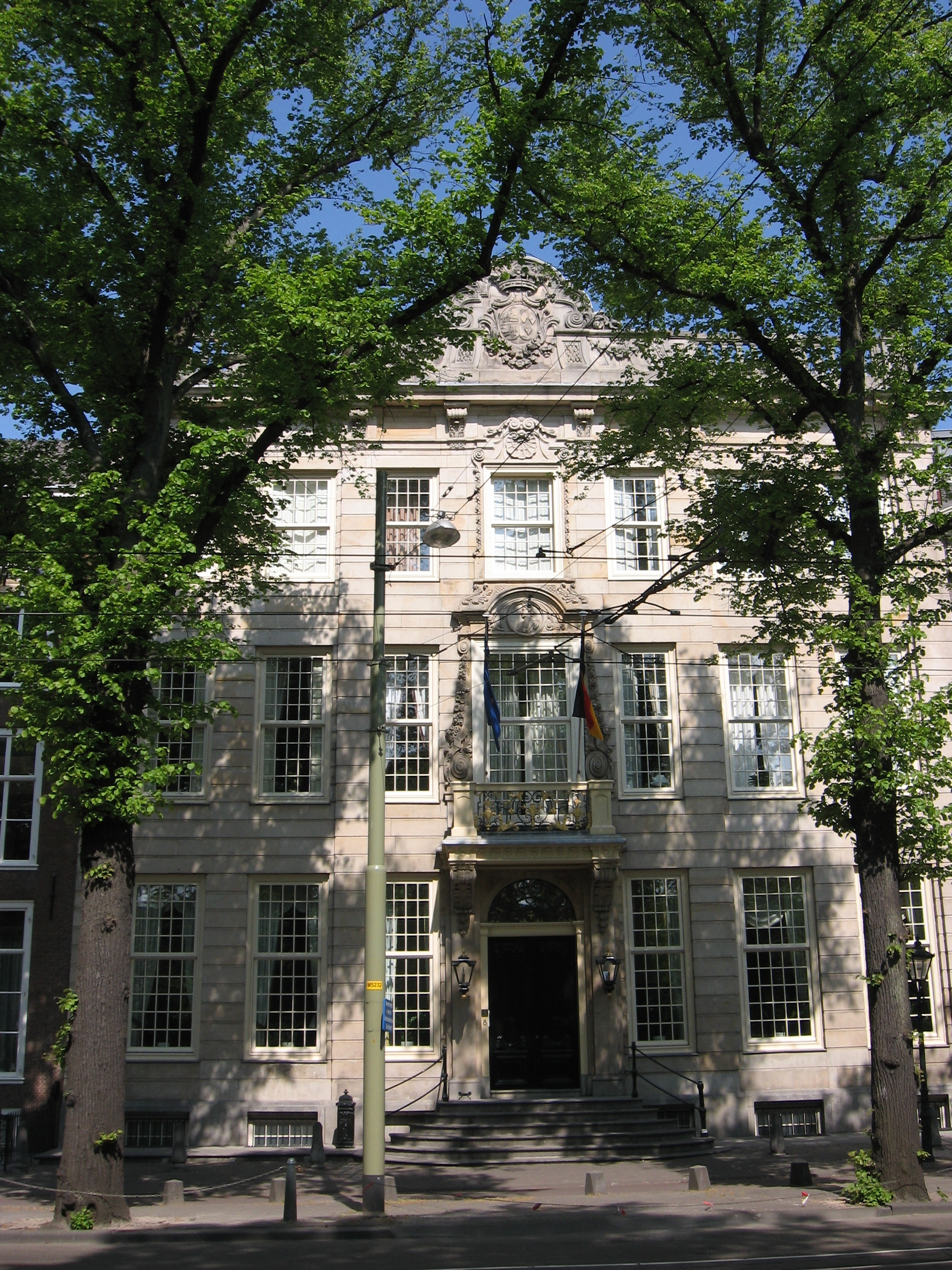
Huis Schuylenburch, Den Haag, Daniël Marot

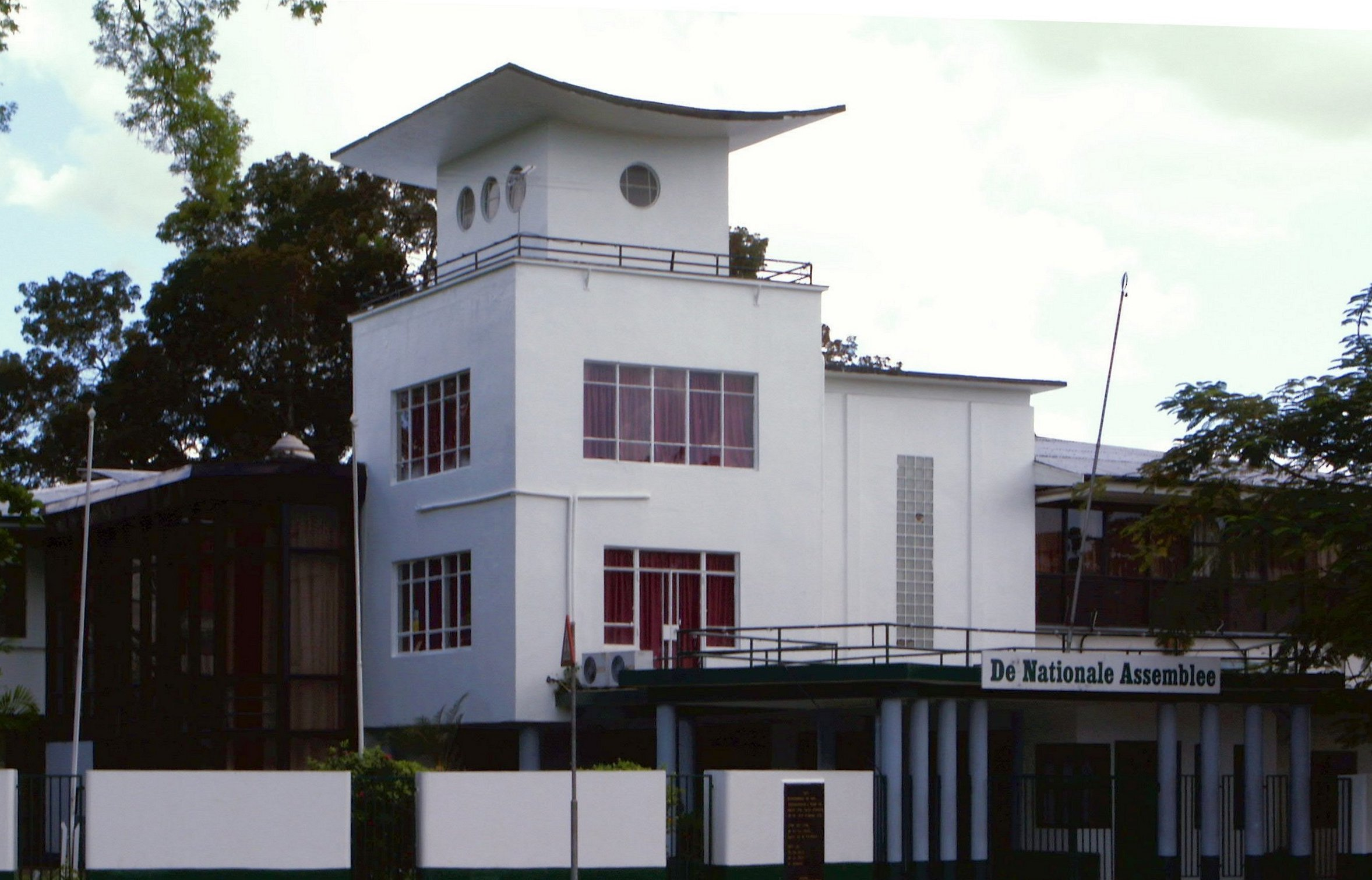
De Nationale Assemblée, Paramaribo, Peter Nagel

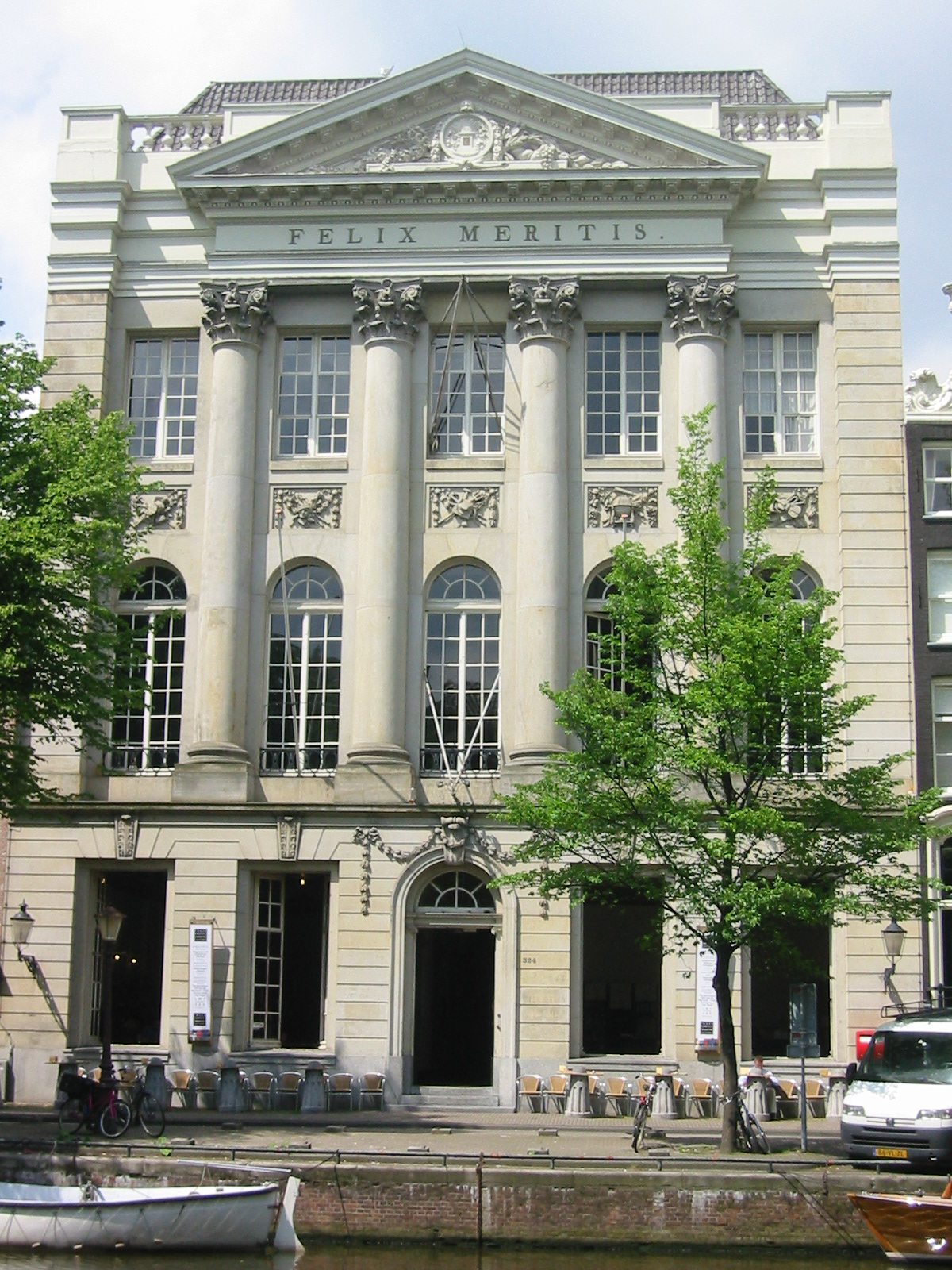
Felix Meritis, Amsterdam, Jacob Otten Husly

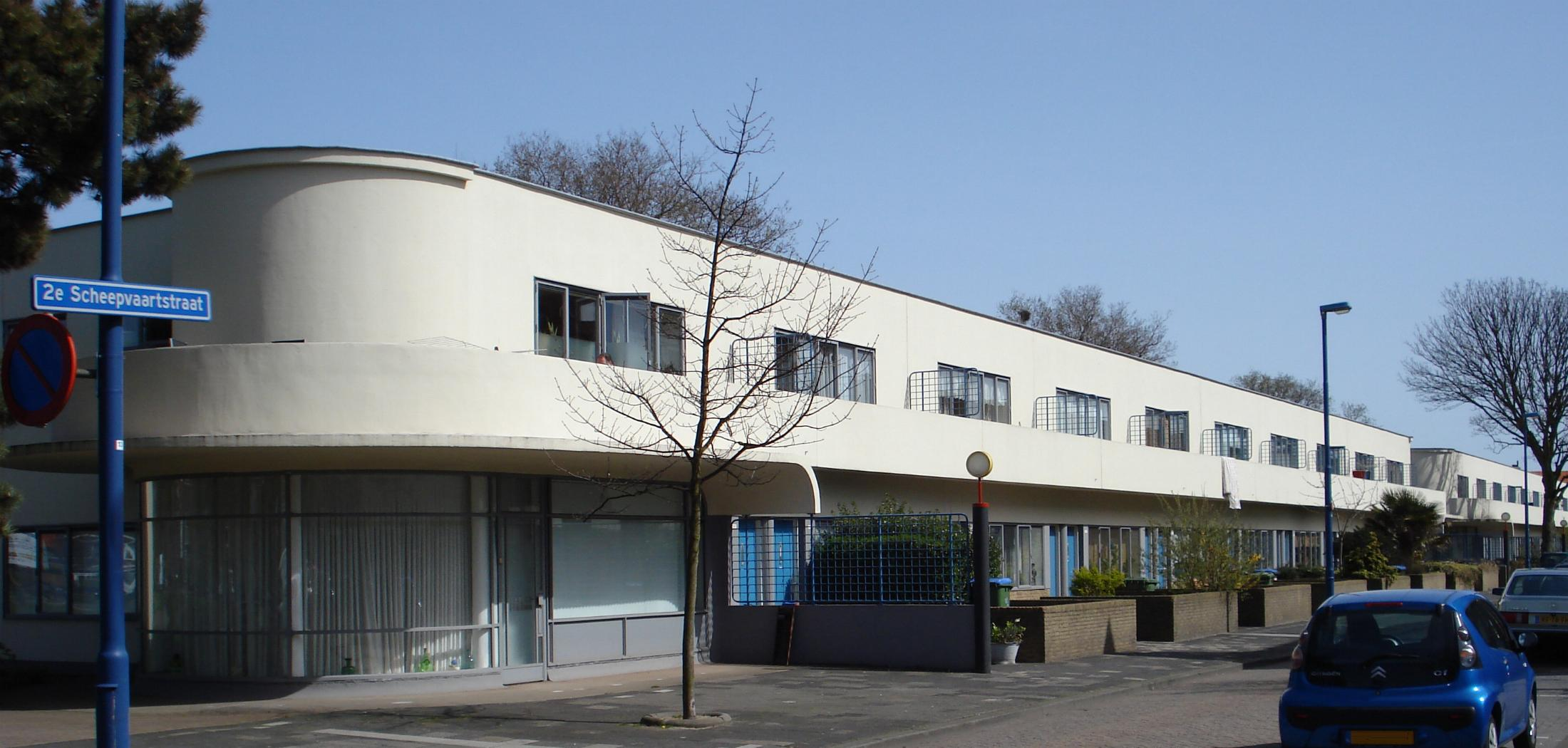
Arbeiderswoningen, Hoek van Holland, Jacobus Oud

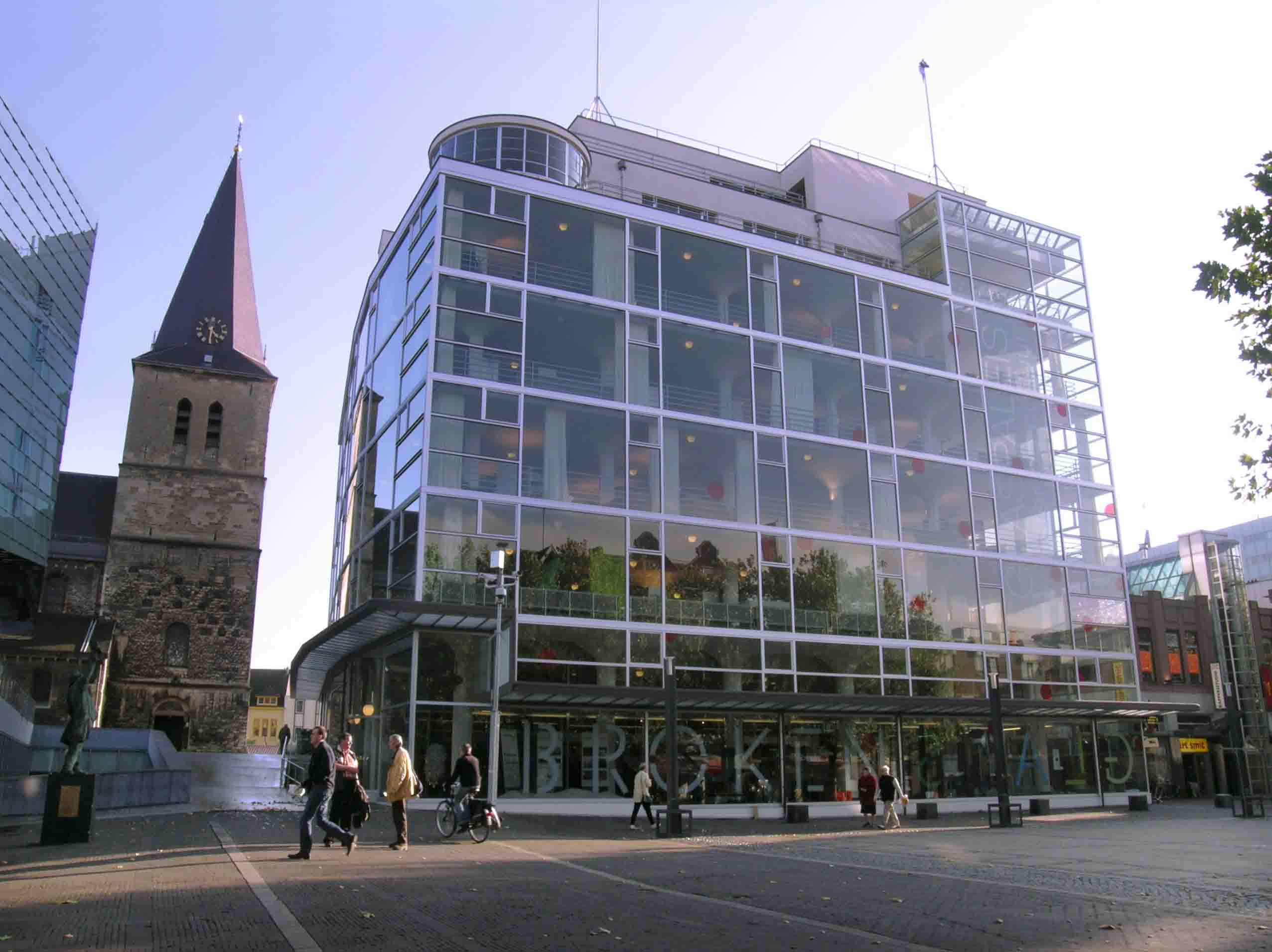
Glaspaleis Schunck, Heerlen, Frits Peutz

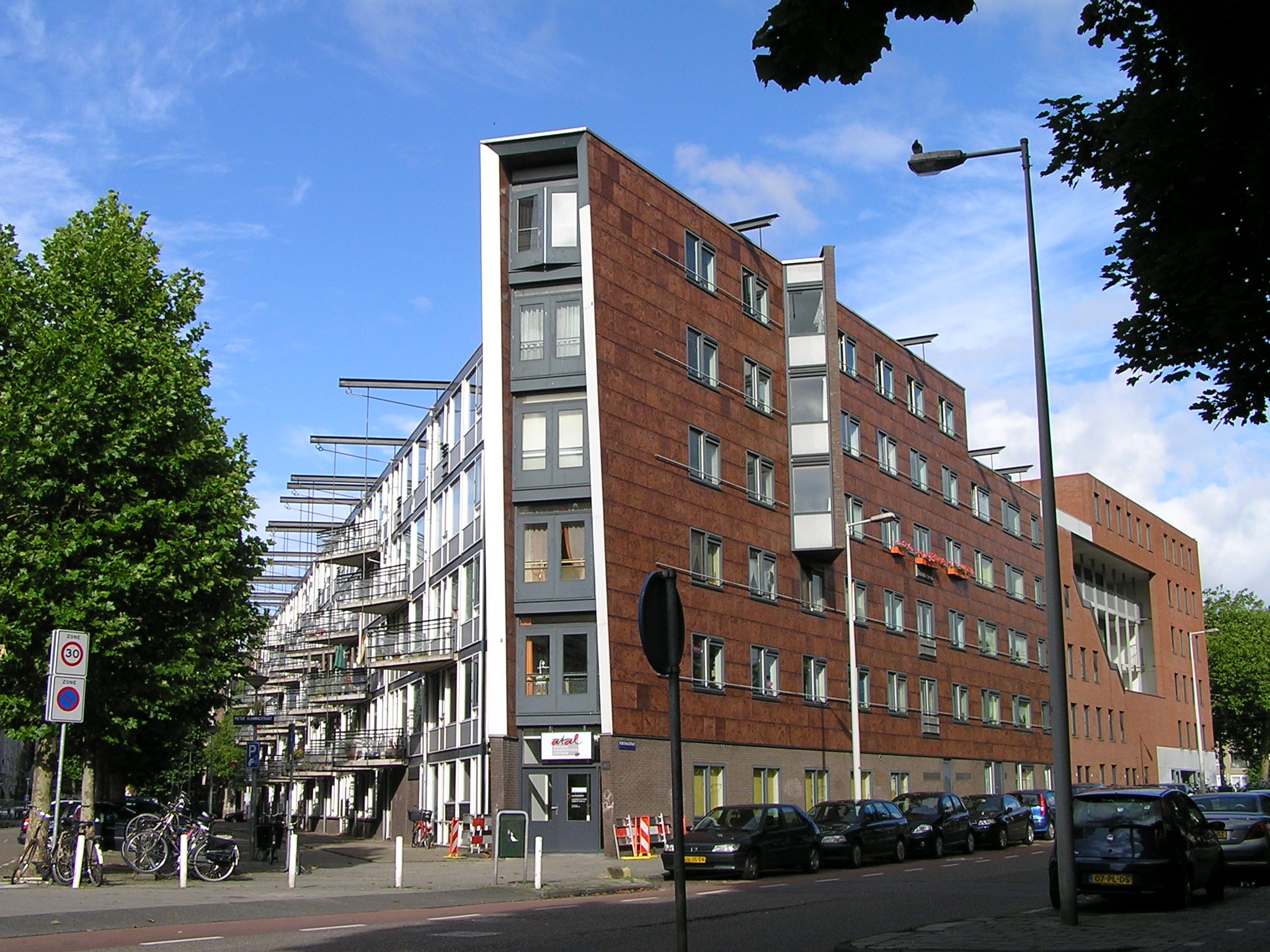
Woningbouw, Amsterdam, Liesbeth van der Pol

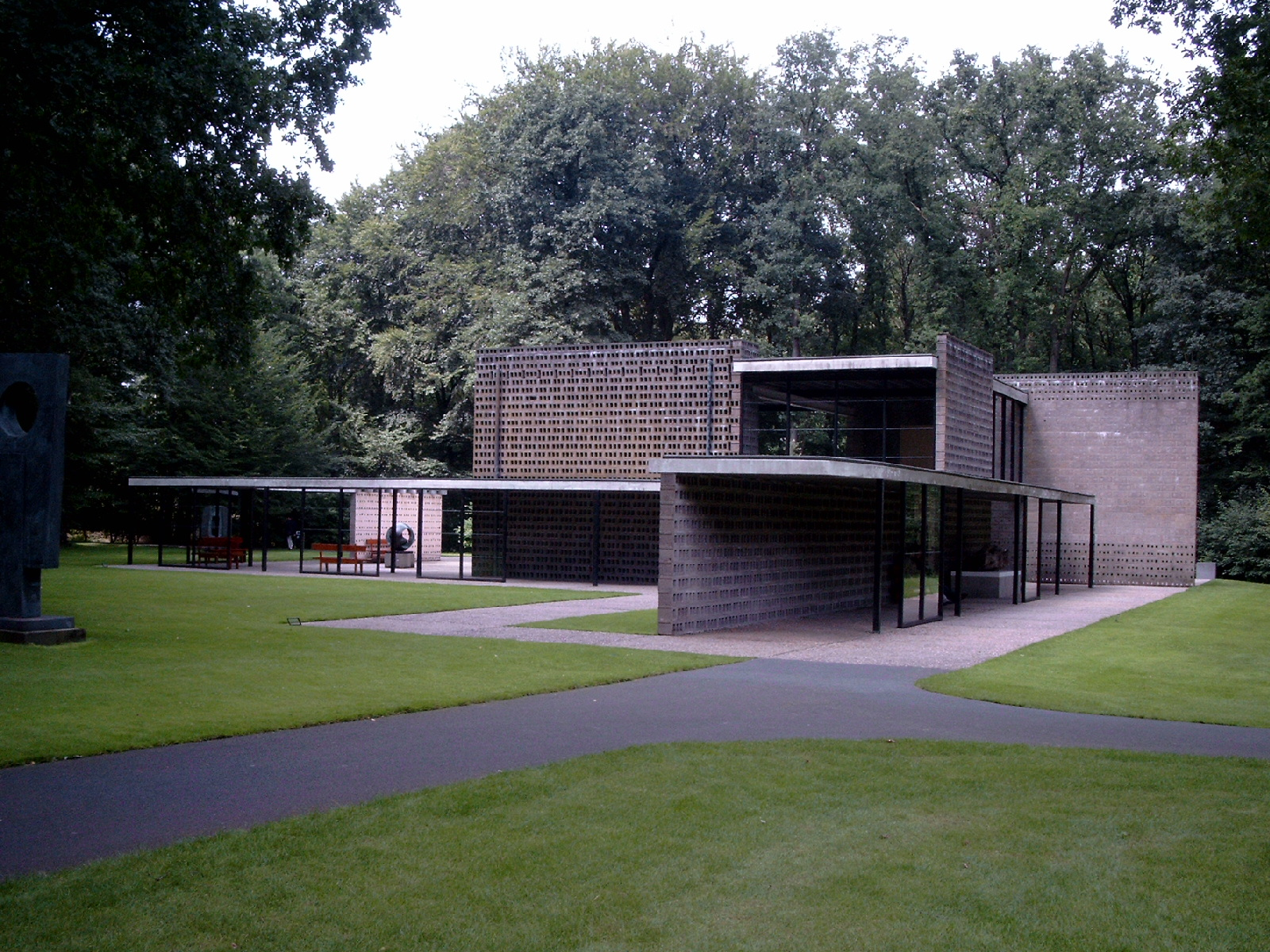
Rietveldpaviljoen, Otterlo

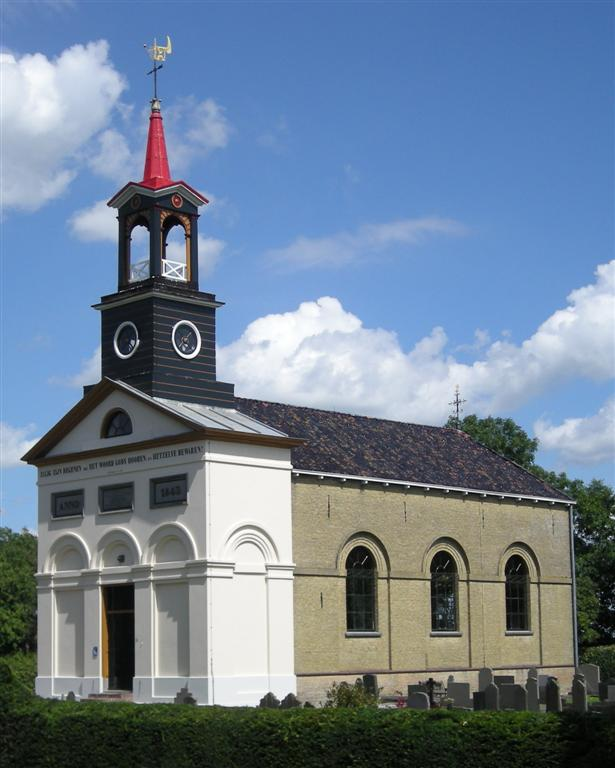
Rotondekerk, Terband, Thomas Adrianus Romein

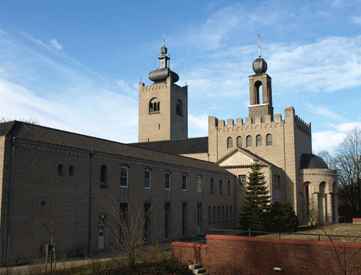
Constantinianum, Jos Schijvens

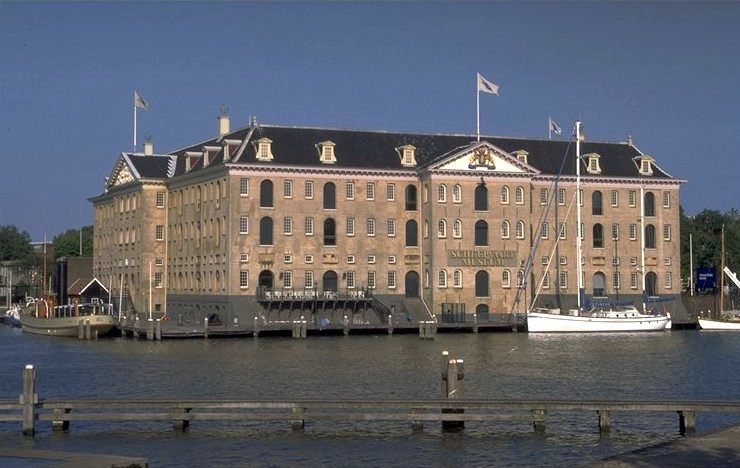
's Lands Zeemagazijn, Amsterdam, Daniël Stalpaert

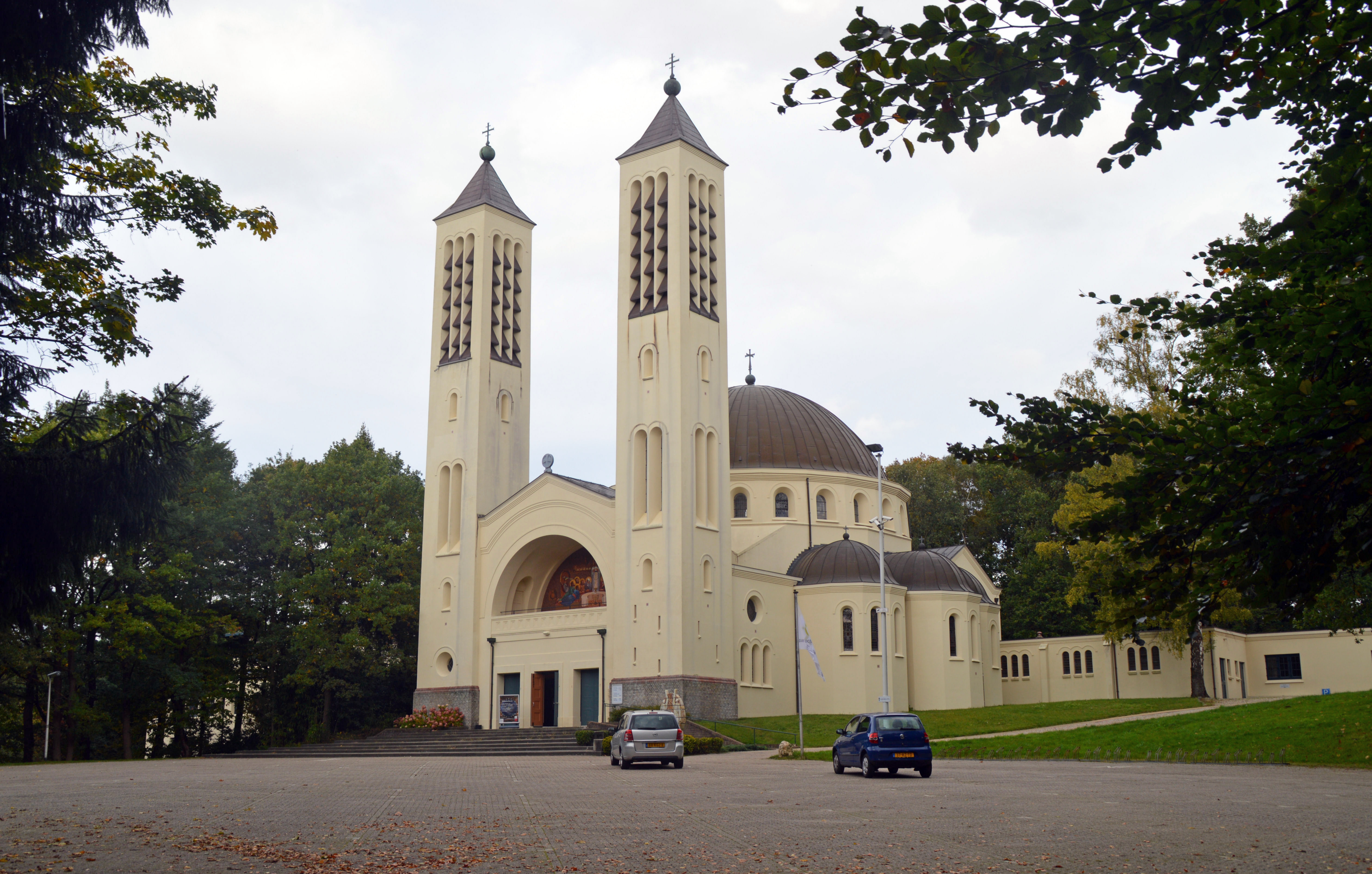
Cenakelkerk, Heilig Landstichting, Jan Stuyt

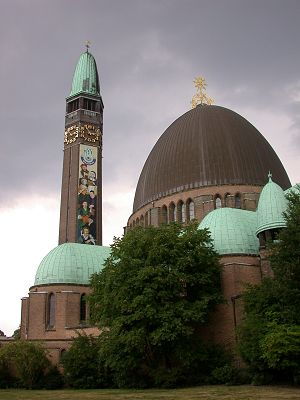
Sint-Janskerk, Waalwijk, Hendrik Willem Valk

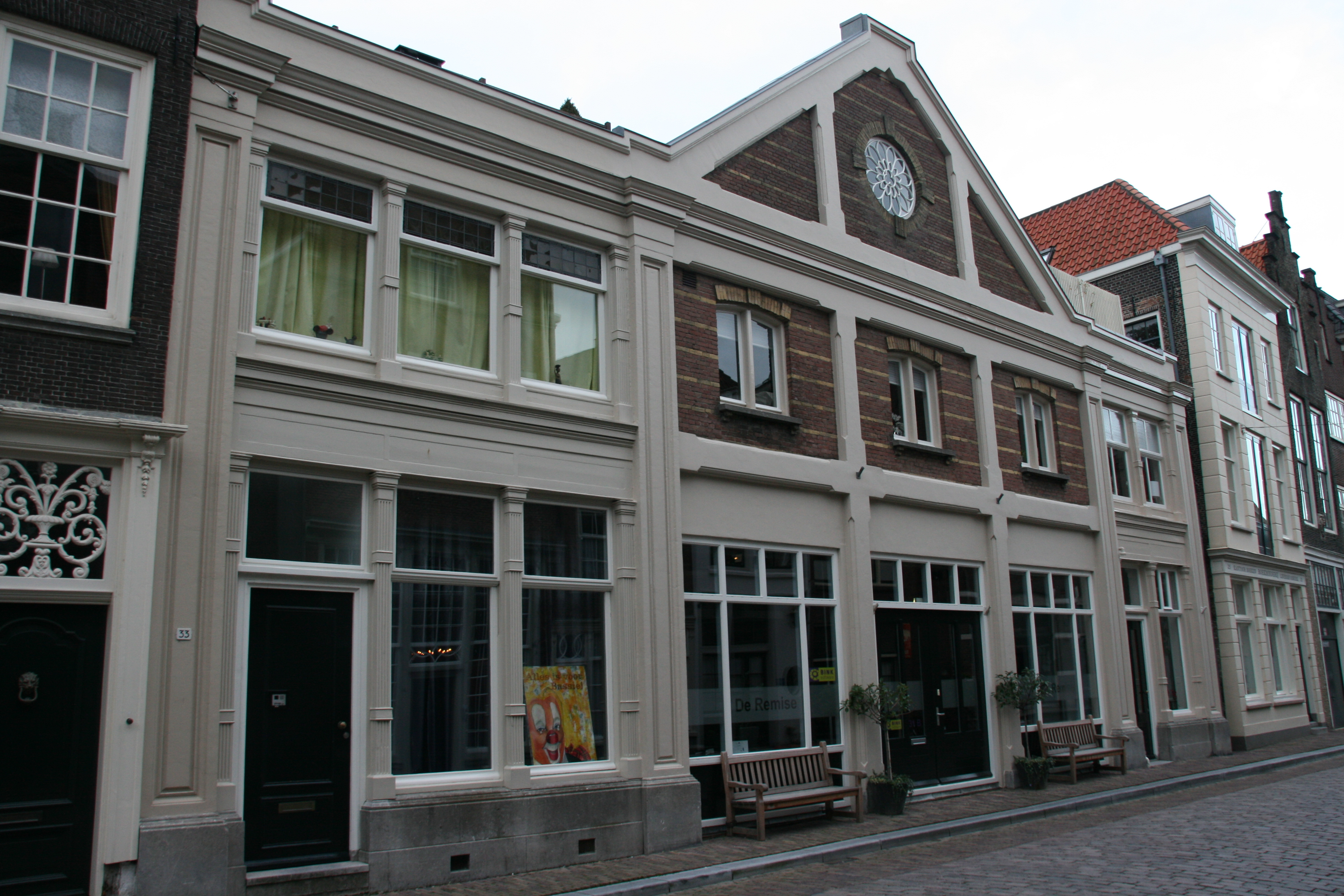
Pakhuis (1882) Dordrecht, Huibert Willem Veth

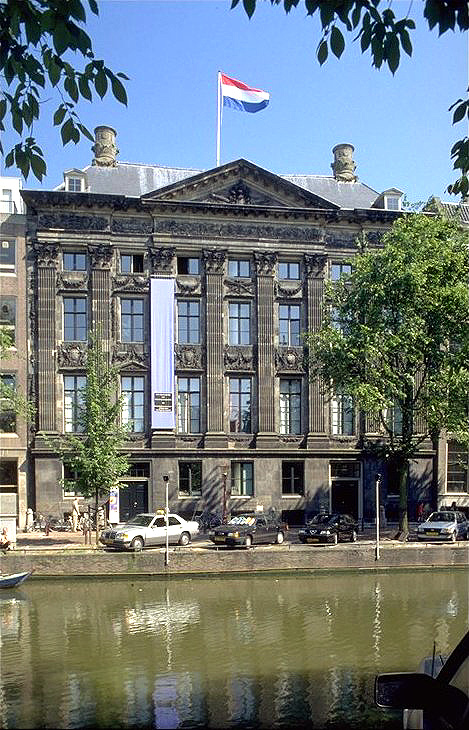
Trippenhuis, Amsterdam, Justus Vingboons

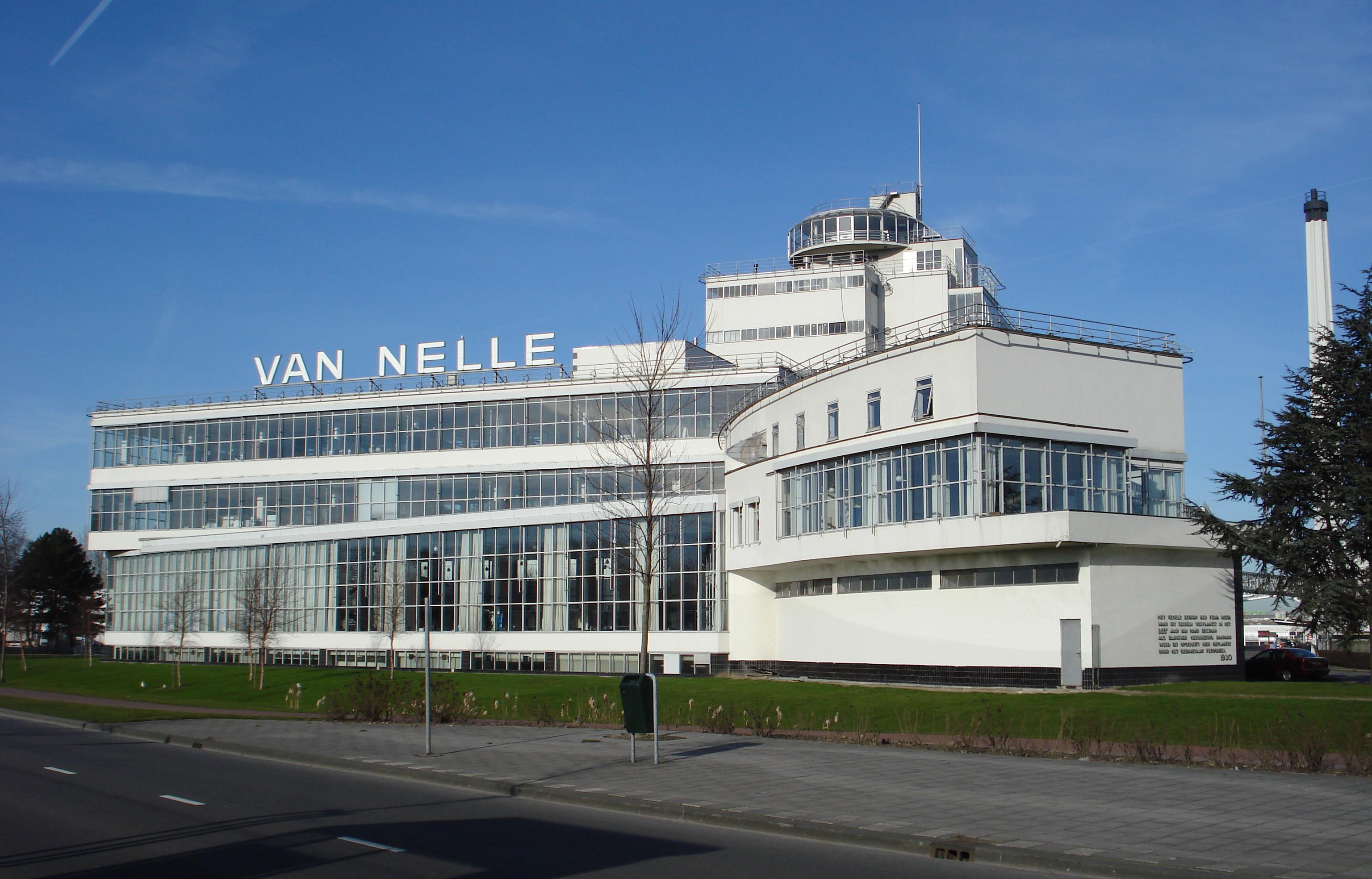
Van Nellefabriek, Rotterdam, Leendert van der Vlugt

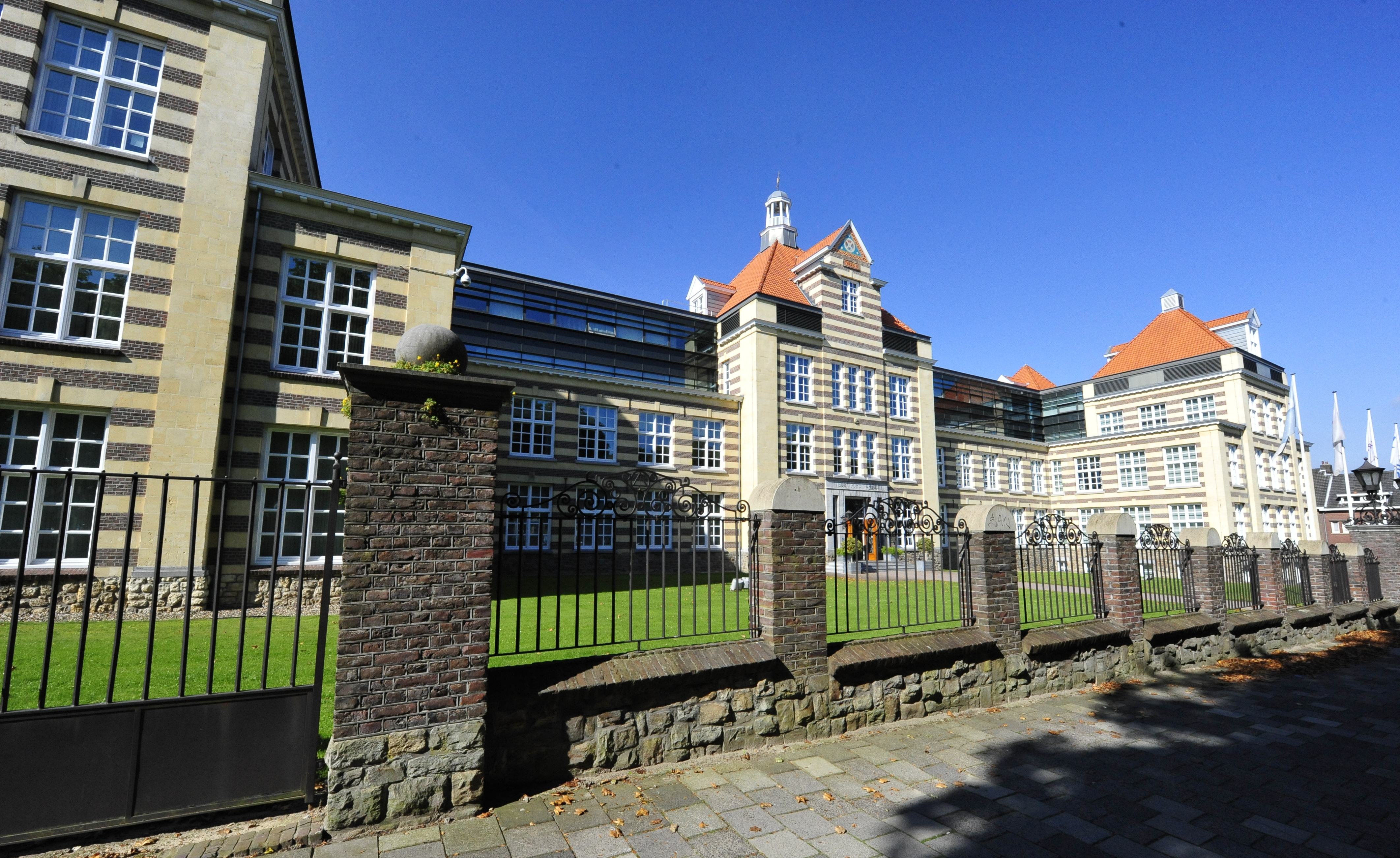
Ambachtsschool, Heerlen, Jan Stuyt

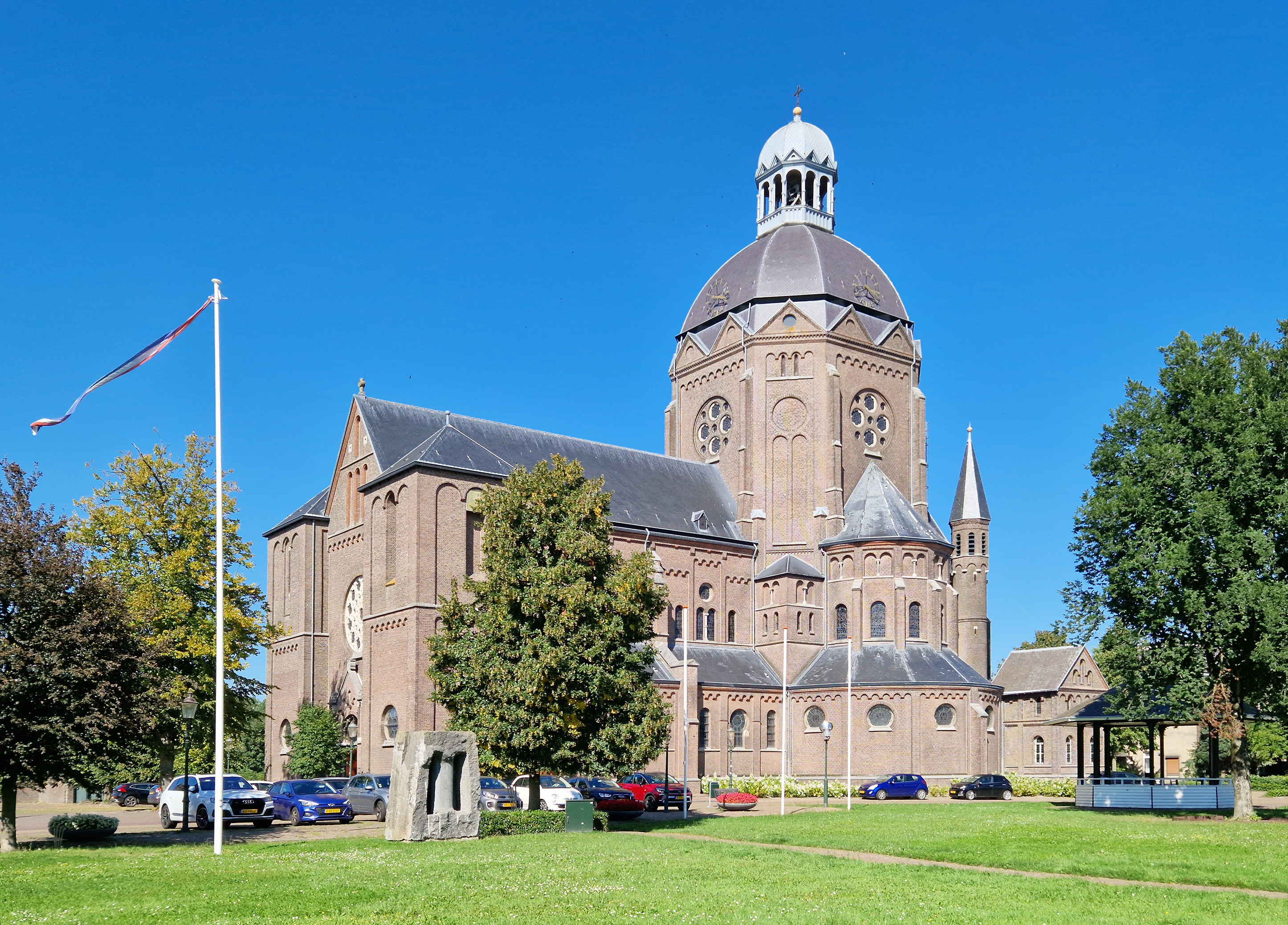
Sint-Bavokerk, Raamsdonk, Carl Weber

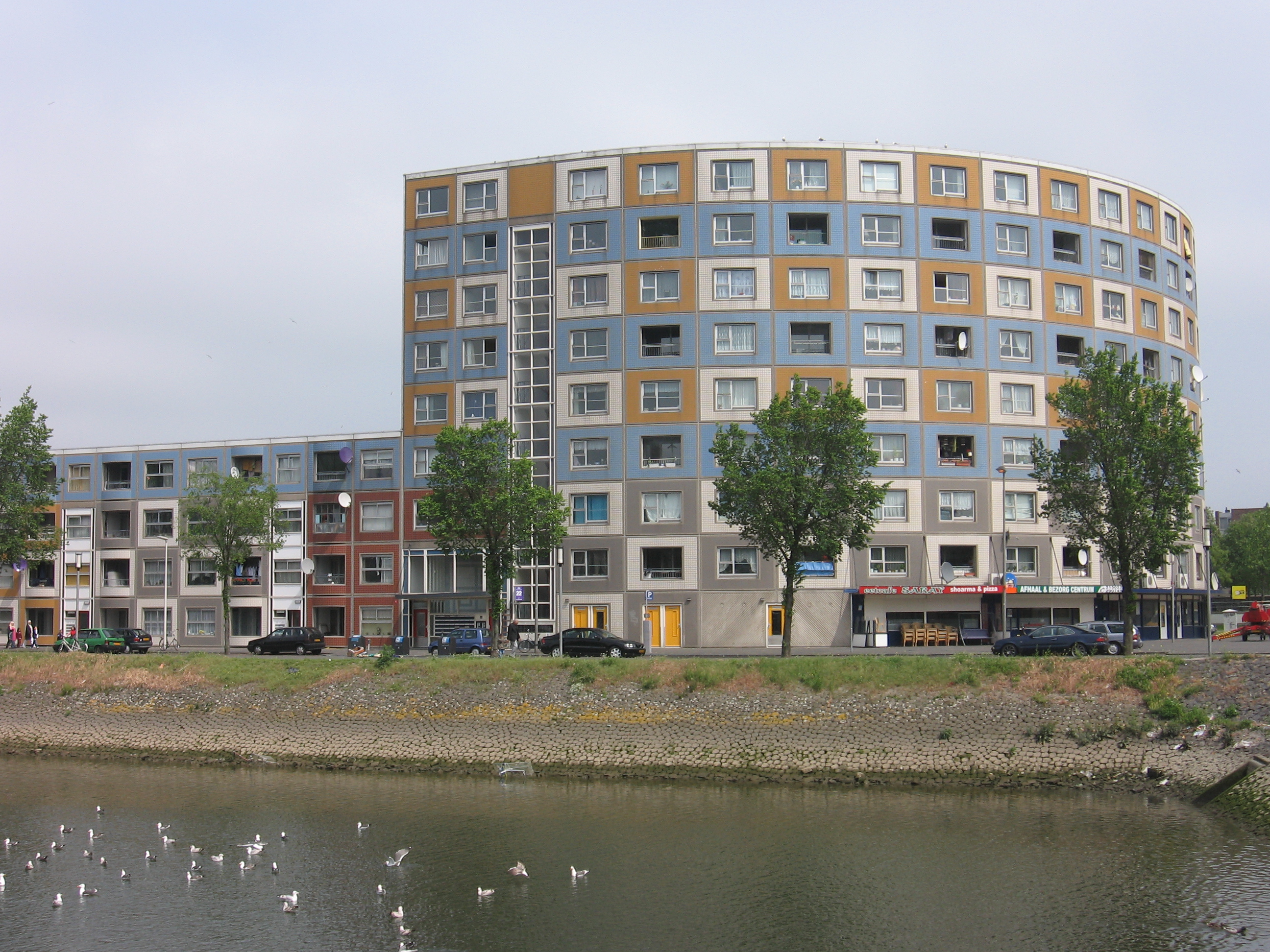
De Peperklip, Rotterdam, Carel Weeber

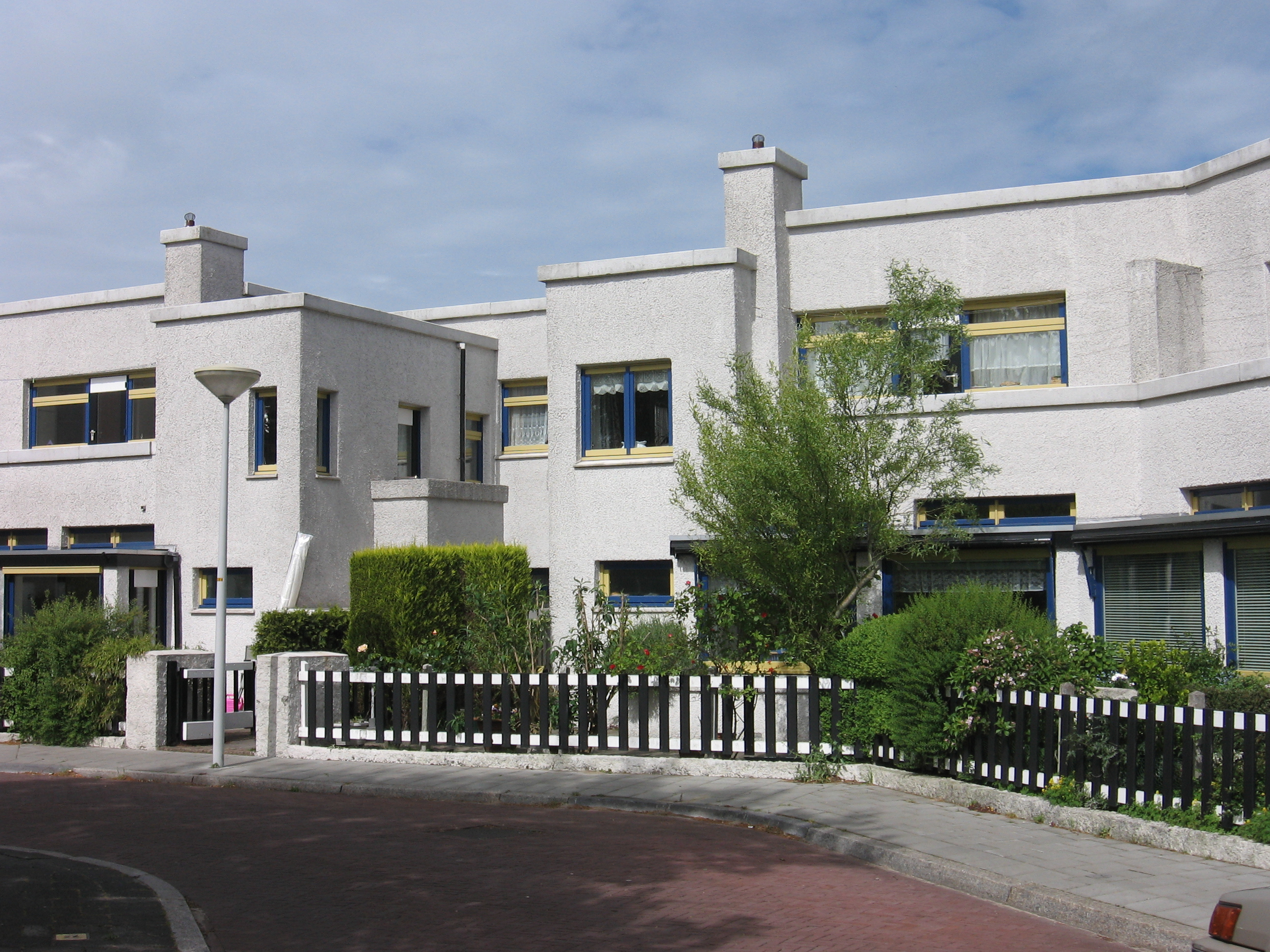
Papaverhof, Den Haag, Jan Wils

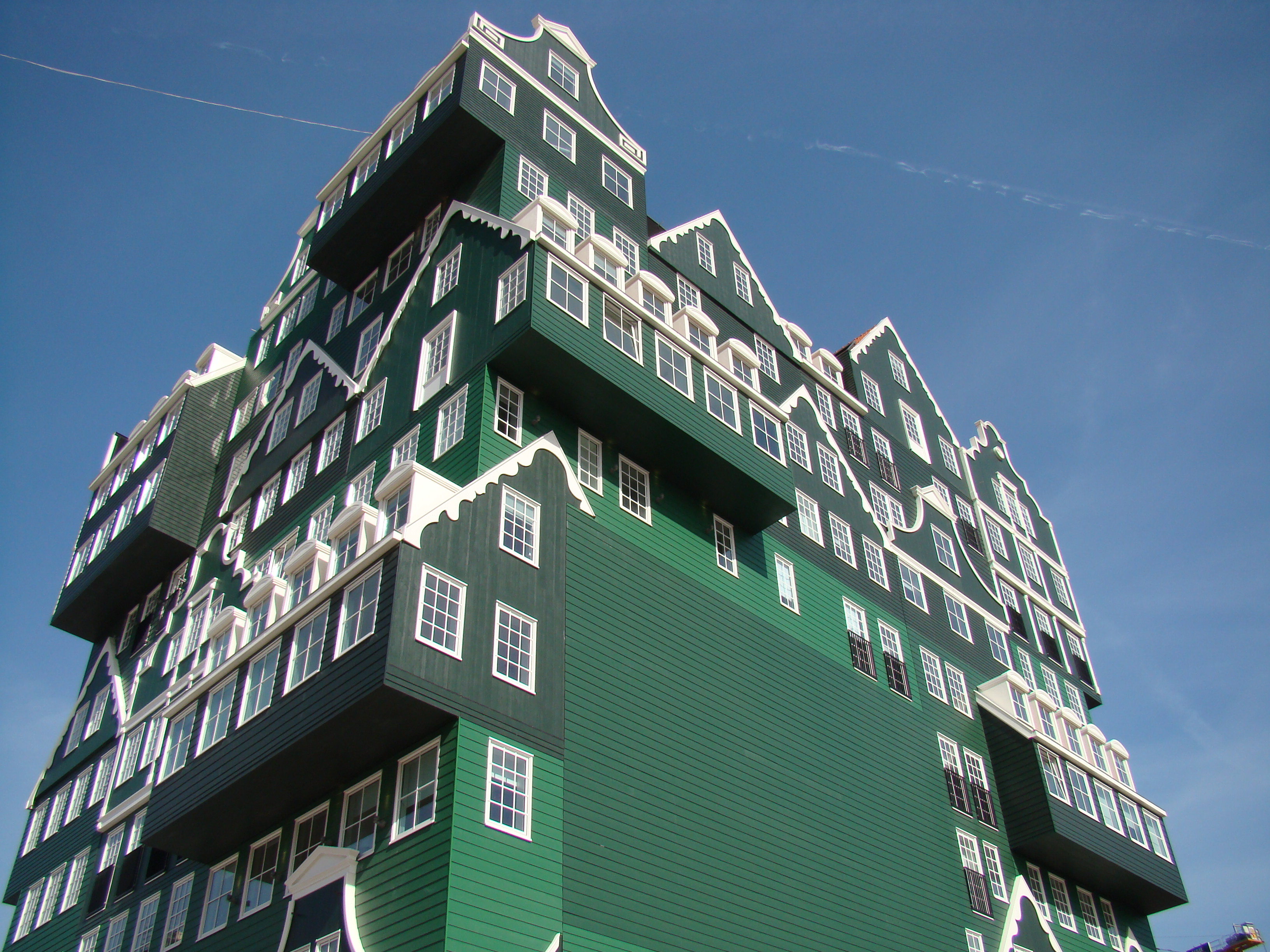
Inntel Hotel, Zaandam, Wilfried van Winden

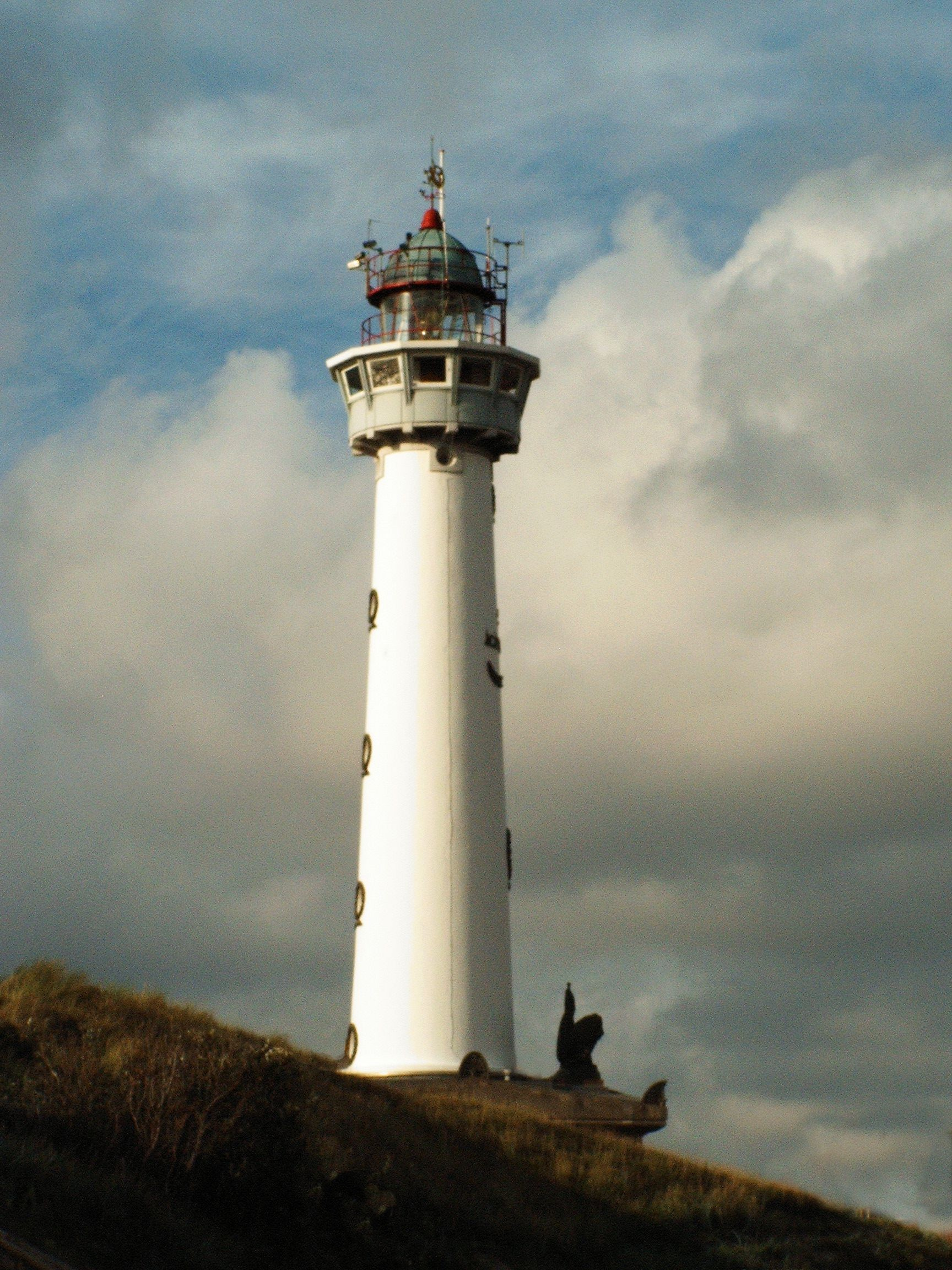
Vuurtoren, Egmond aan Zee, Jan David Zocher

Dit is een alfabetische lijst van Nederlandse architecten met een artikel op de Nederlandstalige Wikipedia.

## A
- Jacob van Aaken (15e/16e eeuw)
- Albert Aalbers (1897–1961)
- Pieter Adams  (1778–1846)
- Gerrit Adriaans (1898–1971)
- Ton Alberts (1927–1999)
- Wiel Arets (1955)
- Gerrit van Arkel (1858–1918)
- Johannes Bernardus van Asbeck (1911–2010)
- Thijs Asselbergs (1956)
- Theo Asseler (1823–1879)

## B
- Harmanus Hendrikus Baanders (1849–1905)
- Herman Ambrosius Jan Baanders (1876–1953)
- Jan Baanders Sr. (1884–1966)
- Jan Baanders Jr. (1918–1992)
- Andries Baart sr. (1885–1969)
- Jaap Bakema (1914–1981)
- Herman Bakker (1915–1988)
- Riek Bakker (1944)
- Wolter Bakker (1888–1970)
- Claes Dircx van Balckeneynde (circa 1600–1664)
- Marius Ballieux (1953)
- Jacob van den Ban (1860–1943)
- Christiaan Bartels (1889–1969)
- Bartholomeus van Bassen (±1590–1652)
- Willem Cornelis Bauer (1862– 1904)
- Karel de Bazel (1869–1923)
- Jos. Bedaux (1910–1989)
- Peer Bedaux (1940)
- Coen Bekink (1922–1996)
- Jos Bekkers (1892–1945)
- Peter Bekkers (1859–1918)
- Piebe Belgraver (1854–1916)
- Gerrit Beltman (1843–1915)
- Jan Benninga (1894–1970)
- Jan Benthem (1952)
- Johan Berben (1883–1941)
- J.W.H. Berden (1861–1940)
- J.F. Berghoef (1903–1994)
- Ben van Berkel (1957)
- Hendrik Petrus Berlage (1856–1934)
- Anton Karel Beudt (1885–1934)
- Petrus Johannes van Beurden (1908–1988)
- J.G. van Beusekom (1825–1881)
- Kees de Bever (1897–1965)
- Leo de Bever (1930–2015)
- Ashok Bhalotra (1943–2022)
- N. Biezeveld (1849–1934)
- Jan Bijlefeld (1922–2001)
- Jos Bijnen (1916–1993)
- Bernard Bijvoet (1889–1979)
- IJme Gerardus Bijvoets (1837–1901)
- Bernardus van Bilderbeek (1876-1955)
- Joost Jansz. Bilhamer (1541–1590)
- Laurens Bisscheroux (1934–1997)
- Cornelis Blaauw (1885–1947)
- Rutger Dirk Bleeker (1920–2016)
- Adrianus Bleijs (1842–1912)
- Leonardus de Blinde (1884–19??)
- Ide Bloem (1893–1965)
- Cornelis Bloemaert (±1540–1593)
- Piet Blom (1934–1999)
- Alexander Bodon (1906–1993)
- Albert Boeken (1891–1951)
- J. Boelens Kzn. (1891–1965)
- Johannes Albertus Boer (1895–1971)
- Cees Rienks de Boer (1881–1966)
- Johannes Wilhelmus Boerbooms (1849–1899)
- Berend Tobia Boeyinga (1886–1969)
- Nanno Boiten (1884–1943)
- Joost Boks (1904–1986)
- Arij van Bol'es (1694/1695–1776)
- Harmen van Bol'es (1689–1764)
- Cornelis van Boles (1658–1735)
- Derk Bolhuis (1876–1953)
- C.A. Boll van Buuren (1818–1959)
- Antonius Cornelis Bolsius (1839–1874)
- Rudolf Bomers (1938–1991)
- Abe Bonnema (1926–2001)
- Taeke Boonstra (1850–1932)
- Alphons Boosten (1893–1951)
- Caroline Bos (1959)
- Jan Willem Bosboom (1860–1928)
- Theo Bosch (1940–1994)
- Jan Boterenbrood (1886–1932)
- Siebe Jan Bouma (1899–1959)
- Elias Bouman (1636–1686)
- Jan Bouman (1706–1776)
- Joseph Bourdrez (1805–1886)
- Anoul Bouwman (1966)
- Co Brandes (1884–1955)
- Salomon de Bray (1597–1664)
- Loek Brandts Buys (1908–1983)
- Karel Hendrik van Brederode (1827–1890)
- Evert Breman (1859–1926)
- Gustav Cornelis Bremer (1880–1949)
- W.J. Brender à Brandis (1845–1929)
- Albert Breunissen Troost (1832–1900)
- Paul Briët (1894–1978)
- Cornelis Jacobus Brill (1853–1929)
- Herman Jan van den Brink (1816–1883)
- Johannes Brinkman (1902–1949)
- Michiel Brinkman (1873–1925)
- Jo van den Broek (1898–1978)
- Bert Brouwer (1844–1891)
- Dirk Brouwer (1899–1941)
- Jan Brouwer (1916–1976)
- Pi de Bruijn (1942)
- Wieger Bruin (1893–1971)
- Mechiel Bruin Bruins (1881–1953)
- Auke Bruinsma (1749–1819)
- Daniël David Büchler (1787–1881)
- Jan Buijs (1889–1961)
- H.B. Bulder (1890–1955)
- Gerardus Buskens (1853–1933)
- Piet Buskens (1872–1939)
- Bernard Buurman (1883–1951)
- Cent Buurman (1878–1914)

## C
- Abel Cahen (1934)
- Willem Camman (1861/1862–1890)
- Henri Camp (1821–1875)
- Jacob van Campen (1596–1657)
- Elias Canneman (1905–1987)
- J.G. van Caspel (1870–1928)
- Kees Christiaanse (1953)
- B.J.C. Claase (1863–1919)
- Jo Coenen (1949)
- Peter Jansz. van Cooten (17e eeuw)
- Emmanuel Corbey (1863–1922)
- Guillaume la Croix (1877–1923)
- Antoon Croonen (1923–2006)
- Karel Lodewijk Croonen (1877–1930)
- Joseph Crouwel jr. (1885–1962)
- Mels Crouwel (1953)
- A.J.F. Cuypers (1807–1882)
- Eduard Cuypers (1859–1927)
- Joseph Cuypers (1861–1949)
- Pierre Cuypers (1827–1921)
- Pierre Cuypers jr. (1891–1982)

## D
- Gunnar Daan (1939–2016)
- Cees Dam (1932)
- Johannes Jacobus Delia (1816–1898)
- Jos Deltrap (1909–1973)
- B.K. Dertien (1890–1965)
- Christianus Petrus Wilhelmus Dessing (1844–1913)
- Willem Diehl (1876–1959)
- Pieter Simon Dijkstra (1884–1968)
- Joan van Dillen (1930–1966)
- Frans Dingemans (1905–1961)
- Stefan Dings (1895–1971)
- Theo van Doesburg (1883–1931)
- Jos Donders (1867–1960)
- Frits van Dongen (1946)
- Adriaan Dortsman (1635–1682)
- Cees Douma (1933)
- G. van Drecht (1879–1963)
- Lucas Drewes (1870–1969)
- Bartholomeus Drijfhout (1605–1649)
- Jan Drummen (1891–1966)
- Willem Dudok (1884–1974)
- Jan Duiker (1890–1935)
- Marius Duintjer (1908–1983)
- Jan Dullaart (1891–1957)
- Lucas Christiaan Dumont (1865–1935)
- Willem Kornelis Dusseldorp (1816–1869)

## E
- Lucas Hermanus Eberson (1822–1889)
- Mick Eekhout (1950)
- M.G. Eelkema (1883–1930)
- Cornelis van Eesteren (1897–1988)
- Erick van Egeraat (1956)
- Anthonie Ek (1857–1921)
- W.Th. Ellerman (1936–1997)
- Piet Elling (1897–1962)
- A.Th. van Elmpt (1866–1953)
- Harry Elte (1880–1944)
- Johannes van Embden (1767–1848)
- Sam van Embden (1904–2000)
- Jop van Epen (1880–1960)
- Rob van Erk (1942-2023)
- Aaldert Willem van Erkel (1839–1877)
- Frits Eschauzier (1889–1957)
- Louis Alexander van Essen (1871–1951)
- Hein von Essen (1886–1947)
- Charles Estourgie (1884–1950)
- Henri Evers (1855–1929)
- Aldo van Eyck (1918–1999)

## F
- Jozef Fanchamps (1912–1982)
- Albert Jan Feberwee (1896–1977)
- Henk Fels (1882–1962)
- Jacob Fels (1889–1980)
- Caspar Franssen (1860–1932)
- Joseph Franssen (1893–1968)
- Cornelis Frederickszn (16e eeuw)
- Gijsbert Friedhoff (1892–1970)

## G
- Koen van der Gaast (1923–1993)
- Tielman van Gameren (1632–1706)
- Cees Geenen (1902–1973)
- Dirk Geijsbeek Molenaar (1844–1920)
- Adolf Daniël Nicolaas van Gendt (1870–1932)
- Dolf van Gendt (1835–1901)
- Frits van Gendt (1831–1900)
- Gerlach Jan van Gendt (1838–1921)
- Jan van Gendt (1833–1880)
- Johan Godart van Gendt sr. (1803–1875)
- Johan Godart van Gendt (1866–1925)
- Kees van Genk (1838–1914)
- Piet van Genk (1844–1919)
- Peter Gerssen (1932)
- Adriaan Geuze (1960)
- Frans Ghijsels (1882–1947)
- Jac. van Gils (1865–1919)
- Gerrit Gisius (±1877–1949)
- Ab Gmelig Meyling (1909–1991)
- J.F.A. Göbel (1900–1967)
- Abraham Nicolaas Godefroy (1822–1899)
- Adriaan Goijaerts (1811–1886)
- Frans van Gool (1922)
- Jacob van der Goot
- Isaac Gosschalk (1838–1907)
- Piet Götzen (1914–1977)
- Hans Goverde (1964)
- Leonardus Goyaerts (1852–1918)
- Gradus Gradussen (1798–1880)
- Marinus Jan Granpré Molière (1883–1972)
- Jan Gratama (1877–1947)
- Gerardus Hendrik Grauss (1807–1862)
- Arent van 's-Gravesande (±1610–1662)
- Bastiaan de Greef (1818–1899)
- Jan de Greef (1784–1834)
- Dick Greiner (1891–1964)
- Theodorus Martinus Maria van Grieken (1842–1914)
- Hubert van Groenendael (1868–1942)
- Jacques van Groenendael (1864–1932)
- Jean van Groenendael (1863–1919)
- Han Groenewegen (1888–1980)
- Ernest Groosman (1917–1999)
- Willem Cornelis de Groot (1853–1939)
- Klaas de Grooth (1852-1930)

## H
- Lex Haak (1930–2018)
- Jan de Haan (1845-1920)
- N. John Habraken (1928)
- Johannes van Halteren (1893–1973)
- Wouter Hamdorff (1890–1965)
- Alaert du Hamel (1449?–±1509)
- Pieter Johannes Hamer (1812–1887)
- Willem Hamer jr. (1843–1913)
- George Hamerpagt (1899–1965)
- Flip Hamers (1882–1966)
- Johan Wilhelm Hanrath (1867–1932)
- Quirinus Harder (1801–1880)
- Johannes Martinus van Hardeveld (1891–1953)
- Abraham van der Hart (1747–1820)
- Maarten van Harte (1868–1954)
- Luzia Hartsuyker-Curjel (1926–2011)
- Johannes Petrus Hazeu (1849–????)
- Tjakko Hazewinkel (1932–2002)
- Arie Heederik (1862–1937)
- Noud Heerkens (1915–2009)
- Hans van Heeswijk (1952)
- Jos Hegener (1864–1933)
- Willem van der Heide (1840–1928)
- Leo Heijdenrijk (1932–1999)
- Willem van der Helm (1628–1675)
- J.P.L. Hendriks (1895–1975)
- J. Hengeveld Jzn. (1865–1939)
- Hubert-Jan Henket (1940)
- August Hermans (1875-1936)
- Herman Hertzberger (1932)
- George Willem van Heukelom (1870–1952)
- Dirk Jan Heusinkveld (1878–1960)
- Hendrik Jan Heuvelink jr. (1833–1901)
- Hendrik Jan Heuvelink sr. (1806–1867)
- Piet Heyn (1856–1929)
- Jan Heyns (?–1516)
- Lambert Hezenmans (1841–1904)
- Gerhardus Hoekzema (1875–1935)
- Hindrik Hoekzema (1853–1923)
- Kornelis Hoekzema (1844–1911)
- Robert van 't Hoff (1887–1979)
- Willem Carel Adriaan Hofkamp (1850–1924)
- Jules Hofman (1859–1919)
- Johannes Philippus Hogendijk (1845–1926)
- Gerard Holt (1904–1988)
- K.H. Holthuis (1852–1942)
- Tonnis Holthuis (1880–1937)
- Anne Holtrop (1977)
- Cornelis van Hoof (1862–1952)
- Gijs van Hoogevest (1887–1968)
- Gijsbert van Hoogevest (1951)
- Teus van Hoogevest (1915–2005)
- Jan Hoogstad (1930)
- Barend Hooijkaas jr. (1855–1943)
- Tamme van Hoorn (1886–1948)
- P.A.H. Hornix (1885–1956)
- Francine Houben (1955)
- Petrus Johannes Houtzagers (1857–1944)
- Pieter Huijsers (1781–1848)
- Helene Hulst-Alexander (1914-1965)
- Jacques Hurks (1890–1977)
- P.M.A. Huurman (1863–1944)
- Max van Huut (1947)
- Jean Huysmans (1913–1974)

## I
- Jonas Ingenohl (1855–1925)
- George Nicolaas Itz (1799-1869)

## J
- A. Jacot (1864–1927)
- Berend Jager (1884–1945)
- Jan van der Jagt (1924–2001)
- Jan Jans (1893–1963)
- Herman Gerard Jansen (±1859–1934)
- Jo Janssen (1959)
- Rein Jansma (1959)
- Ybele Jelsma (1880–1964)
- Hendrik Jesse (1860–1943)
- Jan de Jong (1917–2001)
- Paul de Jongh (????–1924)
- Herman Cornelis Jorissen (1874–1959)
- Jan Jorna (1854–1927)

## K
- Louis Christiaan Kalff (1897–1976)
- Cor Kalfsbeek (1933)
- Willem Hendrik Kam (1844–1925)
- Nicolaas Kamperdijk (1815–1887)
- Charles Karsten (1904–1979)
- Thomas Karsten (1884–1945)
- Johannes Kayser (1842–1917)
- Jules Kayser (1879–1963)
- Bonne Kazemier (1875–1967)
- Pieter van der Kemp (1809–1881)
- Lieven de Key (±1560–1627)
- Hendrick de Keyser (1565–1621)
- Pieter de Keyser (±1595–1676)
- Thomas de Keyser (±1596–1667)
- Ebbing Kiestra (1913–1999)
- Peter Kilsdonk (1954)
- Piet Klaarhamer (1874–1954)
- Hein Klarenbeek (1915–1997)
- Frans Klein (1907–1973)
- Albertus Harmannus Kleinenberg (1885–1973)
- Michel de Klerk (1884–1923)
- Jos Klijnen (1887–1973)
- Mellius Jan Klijnstra (1881–1949)
- Jaap Klinkhamer (1854–1928)
- Jacobus van der Kloes (1730–1821)
- J.A. van der Kloes (1845–1935)
- J.P. Kloos (1905–2001)
- Maarten Kloos (1947)
- W.B. Kloos (1904–1960)
- Herman van der Kloot Meijburg (1875–1961)
- Herman Knijtijzer (1914–1994)
- Daniël Knuttel (1857–1926)
- Gerhardus Knuttel (1880–1961)
- Wim Knuttel (1886–1974)
- Theo Koch (1902-1985)
- Jan de Kok (1891–1976)
- B.J. Koldewey (1895–1958)
- H.M. Koldewey (1924–1988)
- Auke Komter (1904–1982)
- Louis Kooken (1867–1940)
- Albert Kool (1877–1937)
- Rem Koolhaas (1944)
- Teun Koolhaas (1940–2007)
- Gezienus Koolhof (1885–1973)
- John Körmeling (1951)
- Abraham van der Kraan (1892–1946)
- Arnoldus Teunis Kraan (1877–1939)
- Albert Roelof Kramer (1851–????)
- Hendrik Hendriks Kramer (1850–1934)
- Piet Kramer (1881–1961)
- Walter Kramer (1937–2010)
- Christiaan Kramm (1797–1875)
- Jón Kristinsson (1936)
- Hermanus Kroes (1864–1952)
- Willem Kromhout (1864–1940)
- Alexander Kropholler (1881–1973)
- Jo Kruger (1914–1983)
- Jan Kruijer (1889–1965)
- Cornelis Kruisweg (1868–1952)
- Geert Kruizinga (1863–1949)
- Nanno Jakob Kruizinga (1892–1964)
- Cornelis Kruyswijk (1884–1935)
- W.Ch. Kuijper (1879–1961)
- Jan Kuijt (1884–1944)
- Jan Kuiler (1883–1952)
- Foeke Kuipers (1871–1954)
- Roelof Kuipers (1855–1922)
- Tjeerd Kuipers (1857–1942)

## L
- Hans van der Laan (1904–1991)
- Jan van der Laan (1896–1966)
- Leo van der Laan (1864–1942)
- Nico van der Laan (1908–1986)
- Huub van Laarhoven (1951)
- Joseph de Lange (1883–1948)
- Jan Jurien van Langelaar (1840–1917)
- Nicolaas Lansdorp (1885–1968)
- Mathieu Lauweriks (1864–1932)
- Willem van der Leck (1888–1963)
- Oscar Leeuw (1866–1944)
- Oeds de Leeuw Wieland (1839–1919)
- Jacques Leijh (1856–1902)
- Jan Leliman (1828–1910)
- Willem Leliman (1878–1921)
- Herman Lerou (1942)
- Jan Leupen (1901–1985)
- H.C. van de Leur (1898–1994)
- Jo Limburg (1864–1945)
- Koen Limperg (1908–1943)
- Jan van der Linden (1907–1993)
- Evert van Linge (1895–1964)
- Christoffer Linzel (1879–1943)
- Otto Linzel (1883–1977)
- Nicolaas Willem Lit (1834–1907)
- Johannes Bernardus van Loghem (1881–1940)
- Jacobus van Lokhorst (1844–1906)
- P.H. van Lonkhuyzen (20e eeuw)
- Pit van Loo (1905–1991)
- Jan Lucas (1917–2005)
- F.A. Ludewig (1863–1940)
- Hendrik van Lunteren (1780–1848)
- Samuel Adrianus van Lunteren (1813–1877)
- Julius Luthmann (1890–1973)

## M
- Andries de Maaker (1868–1964)
- Willem Maas (1897–1950)
- Winy Maas (1958)
- Huig Maaskant (1907–1977)
- Henri Maclaine Pont (1885–1971)
- Dirk Margadant (1849–1915)
- Evert Margry (1841–1891)
- Albert Margry (1857–1911)
- Jos Margry (1888–1982)
- Joost Margry (1922–2015)
- Jan Maris (1825–1899)
- Pieter Lucas Marnette (1888–1948)
- Daniël Marot (1661–1752)
- Arne Mastenbroek (1935–2006)
- Bjarne Mastenbroek (1964)
- Johannes van Maurik (1812–1893)
- Wilhelmus Johannes Maurits (1856–1913)
- Allert Meijer (1654–1722/1723)
- Arno Meijs (1941)
- Jacob Meinen (1899–1961)
- Hermann Friedrich Mertens (1885–1960)
- J.F. Metzelaar (1818–1897)
- W.C. Metzelaar (1849–1918)
- Jo van der Mey (1878–1949)
- Henri Minderop (1870–1946)
- Jan Mol (1893–1962)
- Nicolaas Molenaar sr. (1850–1930)
- Nicolaas Molenaar jr. (1892–1973)
- Theo Molkenboer (1796–1863)
- Kees van Moorsel (1892–1962)
- Paulus Moreelse (1571–1638)
- Dick van Mourik (1921)
- Ko Mulder (1900–1988)
- Jo Mulder (1888–1960)
- Willem Cornelis Mulder (1850–1920)
- Karel Muller (1857–1942)
- J.A. Mulock Houwer (1857–1933)
- Andrew Munro (1762-1835)
- Johan Mutters (1858–1930)
- Constantijn Muysken (1843–1922)

## N
- Peter Nagel (1921–1997)
- Siegfried Nassuth (1922–2005)
- Ane Nauta (1882–1946)
- Hendrik Jan Nederhorst (1847–1913)
- Hendrik Jan Nederhorst (1871–1928)
- Jan Neisingh (1880–1969)
- Willem Jan Neutelings (1959)
- Arno Nicolaï (1914–2001)
- Ferdinand Jacob Nieuwenhuis (1848–1919)
- Christian Wilhelm Nijhoff (1861–1916)
- Gerrit Nijhuis (1860–1940)
- Maurice Nio (1959–)
- Willem van Noort (????–1556)

## O
- Hugo Anthonius van Oerle (1905–1994)
- Herman van Olst (1944–1988)
- Jacob Otten Husly (1738–1796)
- Fop Ottenhof (1906–1968)
- Hans Oud (1919–1996)
- J.J.P. Oud (1890–1963)
- H.Th. Oudejans (1928–1992)
- Anthonie Oudijk (1811–1868)
- Cornelis Outshoorn (1812–1875)
- Hendrik Ovink (1836–1924)

## P
- Salomon van der Paauw (1794–1869)
- Wytze Patijn (1948)
- Jan Dirk Peereboom Voller (1942)
- Jan Ernst van der Pek (1865–1919)
- Willem Penaat (1875–1957)
- Jan Pesman (1951)
- Cornelis Peters (1847–1932)
- Lau Peters (1900–1969)
- Frits Peutz (1896–1974)
- Henri Pieck (1895–1972)
- Allard Cornelis Pierson (1801–1870)
- Johan van der Pijll (1904–1974)
- Fritz Joseph Pinédo (1883–1977)
- Johannes Izak Planjer (1891–1966)
- Liesbeth van der Pol (1959)
- Maurits Post (1645–1677)
- Pieter Post (1608–1669)
- Dirk Jan Postel (1957)
- Christiaan Posthumus Meyjes jr. (1893–1975)
- Christiaan Posthumus Meyjes sr. (1858–1922)
- Christiaan Alfons Prevoo (1855–1929)
- Joh. Prummel (1890–1964)
- Klaas Prummel (1884–1970)

## Q
- Wim Quist (1930–2022)

## R
- Herman Raammaker (1828–1902)
- Willem Raammaker (1787–1861)
- Nic. Ramakers (1879–1954)
- Thomas Rau (1960)
- Cornelis Rauws (1736–1772)
- Sybold van Ravesteyn (1889–1983)
- Jan Rebel (1885–1961)
- Johannes van Reijendam (1868–1959)
- Harry Reijnders (1954)
- Berend Reinders (1825–1890)
- Temme Reitsema (1856–1941)
- Willem Reitsema (1885–1963)
- Egbert Reitsma (1892–1976)
- Zeger Reyers (1790–1857)
- Gerard te Riele (1833–1911)
- Wolter te Riele (1867–1937)
- Gerrit Rietveld (1888–1964)
- Jan Rietveld (1919–1986)
- Paul du Rieu (±1859–1901)
- R. Rijksen (1854–1924)
- Kees Rijnboutt (1939)
- Jacob van Rijs (1965)
- Hanshan Roebers (1941)
- Frants Edvard Röntgen (1904–1980)
- Wiek Röling (1936–2011)
- Cor Roffelsen (1889–19??)
- Marlies Rohmer (1957)
- Pyter Jentjes Rollema (1785–1848)
- Jacobus Roman (1640–1716)
- Thomas Adrianus Romein (1811–1881)
- Emanuel Marcus Rood (1851–1929)
- A.H. van Rood (1885–1947)
- Arend Roodenburg (1804–1884)
- Jordanus Roodenburgh (1886–1972)
- Dirk Roosenburg (1887–1962)
- Willem Nicolaas Rose (1801–1877)
- Arend Rothuizen (1906–1960)
- Frans Rothuizen (1881–1954)
- Henri Rots (1898–1944)
- Evert Jan Rotshuizen (1888–1979)
- Louis le Roy (1924 – 2012)
- Theo Rueter (1876–1963)
- Gerrit Jan Rutgers (1877–1962)
- Mien Ruys (1904–1999)
- Cornelis Ryckwaert (±1652–1693)

## S
- Abraham Salm (1857–1915)
- Gerlof Salm (1831–1897)
- A.J. Sanders (1869–1909)
- Hendrik Sangster (1892–1971)
- S.B. van Sante (1876–1936)
- Harold Gilbert Saville (1881–1973)
- Jan Willem Schaap (1813–1887)
- Sjoerd Schamhart (1919–2007)
- Johan Franciscus Scheepers (1818–1868)
- Bastiaan Schelling (1851–1933)
- Hermanus Gerardus Jacob Schelling (1888–1978)
- Petrus Herman Scheltema (1856–1923)
- Mart van Schijndel (1943–1999)
- Jos Schijvens (1908–1966)
- Theodoor Gerard Schill (1852–1914)
- C.P. Wolff Schoemaker (1882–1949)
- Richard Schoemaker (1886–1942)
- Philip Willem Schonck (1735–1807)
- Jan Schotel (1845–1912)
- Han Schröder (1918-1992)
- Henri Seelen (1863–1940)
- Derk Semmelink (1855–1899)
- Klaas Siekman (1878–1958)
- Peter Sigmond (1932)
- Herman Sijmons (1881–1961)
- Karel Sijmons (1908–1989)
- Cornelis Wegener Sleeswijk (1909–1991)
- Albert Slootmaekers (1814–1875)
- Johannes Sluijmer (1894–1979)
- Karel Sluijterman (1863–1931)
- Albert Smallenbroek (1880–1959)
- Jan Smallenbroek (1852–1932)
- Derk Smit (1898–1953)
- Gerard Snelder (1913–2001)
- Jan Snellebrand (1891–1963)
- Sjoerd Soeters (1947)
- P. Soffers (19e eeuw)
- François Soiron (1714–1779)
- Matheius Soiron (1722–1781)
- Mathias Soiron (1748–1834)
- Abraham Martinus Sorg (1738–1825)
- Machiel Spaan (1966)
- Jean Speetjens (1858–1912)
- Willem Sprenger (1875–1944)
- Bernard Springer (1854–1922)
- Jan Springer (1850–1915)
- Piet Springer (1863–1902)
- Willem Springer (1815–1907)
- Goof Spruit (1921–2018)
- Lars Spuybroek (1959)
- Arthur Staal (1907–1993)
- Jan Frederik Staal (1879–1940)
- Margaret Staal-Kropholler (1891–1966)
- Arie Stahlie (1887–1934)
- Daniël Stalpaert (1615–1676)
- Mart Stam (1899–1986)
- Mart J. Stam (1886–1957)
- Lotte Stam-Beese (1903–1988)
- Geert Stapenséa (1877–1948)
- Rob Steenhuis (1949)
- Pieter van der Sterre (1915–1978)
- Ad van der Steur (1893–1953)
- André van Stigt (1959)
- Joop van Stigt (1934–2011)
- Klaas Stoffels (1857–1921)
- Jacobus Pieter Stok (1862–1942)
- Willem Stooker (1892–1983)
- Petrus Stornebrink (1853–1910)
- J.A. van Straaten jr. (1862–1920)
- L. Streefkerk (1854?–1934?)
- Jan Strik (1912–1992)
- Jan Stuivinga (1881–1962)
- Theo Stuivinga (1880–1959)
- F.B. Sturm (1879–1955)
- Leo Sturm (1910–1985)
- Dirk Stuurman (1895–1960)
- Pieter Dirk Stuurman (1885–1965)
- Jan Stuyt (1868–1934)
- Gerardus Jacobus van Swaaij (1867–1945)
- Pieter de Swart (1709–1772)

## T
- Theo Taen (1889–1970)
- C.B. van der Tak (1814–1878)
- C.B. van der Tak (1900–1977)
- Jan van Teeffelen (1877–1935)
- Coen Temminck Groll (1925)
- Carel Tenenti  (1866-1927)
- Alfred Tepe (1840–1920)
- Willem van Tijen (1894–1974)
- Frans van der Togt (1890–1957)
- Lambertus Tollenaar (1810–1870)
- Adrianus Tollus (1783–1847)
- Paddy Tomesen (1968)
- Tonko Tonkens (1889–1945)
- Jos Tonnaer (1852–1929)
- Bert Toorman (1958)
- Hendrik Jacobus van Tulder (1819–1903)
- Jacques Turlings (1889–1972)
- Jo Turlings (1916–1981)

## U
- Rudy Uytenhaak (1949)

## V
- Hendrik Willem Valk (1886–1973)
- Jan van der Valk (1873–1961)
- Jacob van der Veen (1891–1944)
- Ytzen van der Veen (1861–1931)
- Sietze Albert Veenstra (1897–1981)
- Arnoldus van Veggel (1809–1876)
- Jo Vegter (1906–1982)
- David Veilbrief (1860–1930)
- Stephen Louis Veneman (1812–1888)
- Ton Venhoeven (1954)
- Steven Vennecool (1657–1719)
- Tjeerd Venstra (1889–1977)
- Pieter Verhagen (1882–1950)
- Fons Verheijen (1949)
- Jan Verheul (1860–1948)
- Theo Verlaan (1912–1997)
- Cornelis Vermeijs (1828–1889)
- Everwijn Verschuyl (1871–1954)
- Gerrit Versteeg (1872–1938)
- Huibert Willem Veth (1833–1909)
- Ghijsbert Theunisz. van Vianen (±1612–±1707)
- Leendert Viervant (1752–1801)
- Marinus Viets (1853–1905)
- Justus Vingboons (±1620–±1698)
- Philips Vingboons (±1607–1678)
- Klaas Visker (1899–1965)
- J.R. Vlaming (1883–1953)
- Adam van Vliet (1902–1994)
- Leendert van der Vlugt (1894–1936)
- Hugo Pieter Vogel (1833–1886)
- Gerardus van Vogelpoel (1809–1884)
- Wilhelmus Jacobus van Vogelpoel (1837–1903)
- Hendrik Vorstermans 1860–1934
- Gerrit Jan Vos (1863–1948)
- Antonius Vosman (1896–1967)
- Hans Vredeman de Vries (1527–±1607)
- Hermanus Petrus Josephus de Vries (1895–1965)
- Lambert de Vries (1875–1939)
- M. de Vries Azn. (1871–1944)
- Nathalie de Vries (1965)
- Piet de Vries (1897–1992)
- Jan Vrijman (1865–1954)

## W
- Wijnandus Johannes Hermanus van der Waarden (1860–1930)
- Marinus Antoine van Wadenoijen (1850–na 1906)
- W.C. van der Waeijen Pieterszen (1819–1874)
- Herman Walenkamp (1871–1933)
- Ary Henri van Wamelen (1885–1962)
- Allert Warners (1914–1980)
- Philip Anne Warners (1888–1952)
- Isaäc Warnsinck (1811–1857)
- J.G. Wattjes (1879–1944)
- Carl Weber (1820–1908)
- Carel Weeber (1937-2025)
- Pierre Weegels (1904–1966)
- Henk Wegerif (1888–1963)
- Adriaan Willem Weissman (1858–1923)
- Cornelis Catharinus Jacobus Welleman (1900–1963)
- Frans Welschen (1884–1961)
- Hendricus Johannes Wennekers (1827–1900)
- E.G. Wentink sr. (1843–1911)
- E.G. Wentink jr. (1874–1948)
- Johan Cornelis Wentink (1879–1960)
- Adriaen van der Werff (1659–1722)
- A.P. Wesselman van Helmond (1908–1969)
- Hendrik Wesselo (1904–1972)
- Arend Jan Westerman (1884–1966)
- Kornelius Westerman (1892–1965)
- Jan Jacob Weve (1852–1942)
- Jan Wiebenga (1886–1974)
- Jos Wielders (1883–1949)
- Sytze Wierda (1839–1911)
- Albert Wiersema (1895–1966)
- H. Th. Wijdeveld (1885–1987)
- Gerard Wijnen (1930–2020)
- Jan Christiaan van Wijk (1844–1891)
- J.H.M. Wilhelm (1911–1971)
- Jan Wils (1891–1972)
- Teunis Wilschut (1905–1961)
- Wilfried van Winden (1955)
- Robert Winkel (1963)
- Pieter van de Wint (1865–1940)
- Ruud van de Wint (1942–2006)
- Harm Cornelis Winters (1820–1887)
- Adrianus van Wissen (1878–1955)
- Herman van Wissen (1910–2000)
- Willem Wissing (1920–2008)
- Teunis Wittenberg (1741–1816)
- A.R. Wittop Koning (1878–1961)
- Dirk Wouda (1880–1961)
- Henk Wouda (1885–1946)

## Z
- Piet Zanstra (1905–2003)
- Jan H. van der Zee (1920–1996)
- Karst Zevenberg (1893–1960)
- Bartholomeus Ziesenis (1762–1820)
- August Zinsmeister (1867–1941)
- Jan David Zocher (1791–1870)
- Johan David Zocher Sr. (1764–1817)
- Karel Georg Zocher (1796–1863)
- Louis Paul Zocher (1820–1915)
- Justus Zuidema (1890–1970)
- David Zuiderhoek (1911–1993)
- René van Zuuk (1962)
- Marten Zwaagstra (1895–1988)
- Moshé Zwarts (1937–2019)
- Lambertus Zwiers (1871–1953)